# Mit offenen Karten (Fernsehsendung)/Episodenliste
Diese Episodenliste enthält eine nicht vollständige Übersicht der Episoden der französischen Informationssendung Mit offenen Karten des deutsch-französischen Fernsehsenders Arte. Die Folgen bis Februar 2017 wurden von Jean-Christophe Victor (verstorben im Dezember 2016) moderiert, seit September 2017 ist Émilie Aubry die Moderatorin.

## Übersicht
Die französische Erstausstrahlung ist, sofern nicht anders vermerkt, mit der deutschen identisch. Bei zusammenhängenden Folgen, die das gleiche Thema behandeln, wurde teilweise eine Nummerierung ergänzt, sofern diese nicht schon Teil des Sendungstitels war.
| Deutscher Titel                                                                                               | Originaltitel | Deutsche Erstausstrahlung (TV) |
| --- | --- | ------------------------------ |
| Gespräch mit Aqqaluk Lynge                                                                                    | Entretien avec Aqqaluk Lynge | 11. Dez. 1999                  |
| Kaschmir – Zwischen Indien und Pakistan                                                                       | Le Cachemire, état ancien de l’Himalaya                                                                                          | 1. Juli 2000                   |
| Lhasa – Die gestohlene Erinnerung                                                                             | Lhassa – La Mémoire Confisquée                                                                                                   | 7. Apr. 2001                   |
| Jerusalem – Zwei Hauptstädte in einer Stadt? – Ein geopolitischer Traum (3/3)                                 | Jérusalem, une ville, deux capitales? – Un Rêve Géopolitique (3/3)                                                               | 2. Juni 2001                   |
| Die palästinensischen Autonomiegebiete – Eine unmögliche Raumplanung                                          | Les Territoires de la Palestine – Un Impossible Aménagement                                                                      | 9. Juni 2001                   |
| Die kartographische Tätigkeit der Vereinten Nationen – Der israelische Rückzug aus dem Libanon                | L’ONU et les Cartes – Le Cas du Retrait Israélien du Liban                                                                       | 30. Juni 2001                  |
| Amnesty International – 40 Jahre Einsatz für die Menschenrechte                                               | Amnesty International – 40 Ans d’Action pour les Droits de l’Homme                                                               | 8. Dez. 2001                   |
| Nord-Süd-Bruchlinien – Die neuen Wirtschaftsgrenzen                                                           | Fractures Nord-Sud – Les Nouvelles Frontieres Économiques                                                                        | 15. Dez. 2001                  |
| Armenien (1/2) – Eine dreitausendjährige Geschichte                                                           | Armenie (1/2) – 3000 Ans d’Historie                                                                                              | 29. Dez. 2001                  |
| Armenien (2/2) – Ein neuer Staat für eine alte Nation                                                         | Arménie (2/2) – Vieille Nation, Nouvel Etat                                                                                      | 12. Jan. 2002                  |
| Bergkarabach – Ein zweites Armenien?                                                                          | Le Haut-Karabakh – Une Seconde Arménie?                                                                                          | 19. Jan. 2002                  |
| Corto Maltese – Reise nach Samarkand                                                                          | Corto Maltese – Voyage à Samarkand                                                                                               | 26. Jan. 2002                  |
| Frankreich (1/3) – Die Karten der Volkszählung                                                                | France (1/3) – Les Cartes du Recensement                                                                                         | 2. Feb. 2002                   |
| Frankreich (2/3) – Die Karten des Jahres 2020                                                                 | France (2/3) – Les Cartes de 2020                                                                                                | 9. Feb. 2002                   |
| Frankreich (3/3) – Jean-Christophe Victor im Gespräch mit Jean–Louis Guigou                                   | France (3/3) – Entretien aven Jean-Louis Guigou                                                                                  | 16. Feb. 2002                  |
| Waldvernichtung – Das Beispiel des Amazonaswaldes                                                             | Déforestation – Le Cas de la Forêt Amazonienne                                                                                   | 23. Feb. 2002                  |
| Zu stark vereinfachende Darstellungen – Die Karten des Islam                                                  | Des Cartes Trop Simples – L’Exemple de l’Islam                                                                                   | 2. März 2002                   |
| Der Islam (2/2) – Eine wunderbare Geschichte                                                                  | Islam (2/2) – La Belle Histoire                                                                                                  | 16. März 2002                  |
| Die kartographische Darstellung des Hungers – Jean-Christophe Victor im Gespräch mit Sylvie Brunel            | Les Cartes de la Faim – Entretien avec Sylvie Brunel                                                                             | 23. März 2002                  |
| Die Karten der Weltgesundheit (3/3) – Die Gesundheitssysteme                                                  | Les Cartes de la Sante dans le Monde (3/3) – Les Systèmes de Santé                                                               | 13. Apr. 2002                  |
| Spanien – „Mehr Europa“                                                                                       | Espagne – Mas Europa | 20. Apr. 2002                  |
| Jean Mermoz – Die Einrichtung der Luftpostlinie von Frankreich nach Südamerika                                | Mermoz – L’Ouverture de la Ligne France-Amérique du Sud                                                                          | 27. Apr. 2002                  |
| Elfenbeinküste – Wie man Unterschiede fabriziert                                                              | Côte d’Ivoire – Ou Comment Fabrique-T-On des Différences?                                                                        | 4. Mai 2002                    |
| Westafrika | Afrique de l’Ouest | 11. Mai 2002                   |
| Japan (1/4) – Die Zeit                                                                                        | Le Japon (1/3) – Le Temps | 18. Mai 2002                   |
| Japan (2/4) – Der Raum                                                                                        | Le Japon (2/3) – L’Espace | 1. Juni 2002                   |
| Japan (3/4) – Das Land                                                                                        | Le Japon (3/3) – Le Territoire                                                                                                   | 8. Juni 2002                   |
| Japan (4/4) – Die ruhelose Erde – Ein Gespräch mit Professor Kazuo Oike                                       | Le Japon (4/4) – La Terre Fragile: Entretien avec le Professeur Oike                                                             | 15. Juni 2002                  |
| Korea/Japan – Hinter den Kulissen der Fussball–WM                                                             | Corée/Japon – Les Coulisses de la Coupe du Monde                                                                                 | 22. Juni 2002                  |
| Dänemark | Le Danemark | 29. Juni 2002                  |
| Timor Lorosa’e – Wie ein Neuer Staat entsteht                                                                 | Timor Lorosa’e – Indépendance, Mode d’Emploi                                                                                     | 6. Juli 2002                   |
| Demokratische Republik Kongo (1/2) – Das Land                                                                 | Republique Democratique du Congo (1/2) – Le Territoire                                                                           | 5. Okt. 2002                   |
| Demokratische Republik Kongo (2/2) – Der Konflikt                                                             | Republique Democratique du Congo (2/2) – Le Conflit                                                                              | 12. Okt. 2002                  |
| Erdöl (1/2) – Wie abhängig sind wir?                                                                          | Le Pétrole (1/2) – Quelle Dépendance                                                                                             | 19. Okt. 2002                  |
| Erdöl (2/2) – Die Regulierung der Erdölförderung                                                              | Le Pétrole (2/2) – La Régulation                                                                                                 | 26. Okt. 2002                  |
| Irak 2002 – Der Krieg vor dem Krieg                                                                           | Irak 2002 – La Guerre avant la Guerre                                                                                            | 2. Nov. 2002                   |
| Es gibt keinen „Kampf der Kulturen“                                                                           | Il n’y a Pas de Choc des Civilisations                                                                                           | 9. Nov. 2002                   |
| Senegal | Le Sénégal | 16. Nov. 2002                  |
| Die Türkei – Kreuzweg der Kulturen?                                                                           | La Turquie – Encore une Fois au Carrefour                                                                                        | 23. Nov. 2002                  |
| Der Verkehr in Europa (1/2) – Bestandsaufnahme                                                                | L’Europe des Transports (1/2) – État des Lieux                                                                                   | 30. Nov. 2002                  |
| Der Verkehr in Europa (2/2) – Mögliche Lösungen                                                               | L’Europe des Transports (2/2) – Les Options                                                                                      | 7. Dez. 2002                   |
| Senegal und der Casamance-Konflikt                                                                            | Le Sénégal Face à la Casamance                                                                                                   | 14. Dez. 2002                  |
| Kolumbien – Ein Land voller Rätsel                                                                            | L’Enigme Colombienne | 21. Dez. 2002                  |
| Die Außenpolitik der USA (1/3) – Die Entstehung des Staatsgebietes der USA                                    | La Politique Etrangeère des Etats Unis (1/3) – La Formation Territoriale                                                         | 11. Jan. 2003                  |
| Die Außenpolitik der USA (2/3) – Die Konstanten                                                               | La Politique Etrangère des Etats Unis (2/3) – Les Constantes                                                                     | 18. Jan. 2003                  |
| Die Außenpolitik der USA (3/3) – Die Folgen des 11. September                                                 | La Politique Etrangère des Etats Unis (3/3) – L’Après 11 Septembre                                                               | 25. Jan. 2003                  |
| Die griechische Präsidentschaft                                                                               | La Présidence Grecque | 1. Feb. 2003                   |
| Angola (1/2) – Die Ursachen des Bürgerkrieges                                                                 | Angola (1/2) – Aux Origines de la Guerre                                                                                         | 15. Feb. 2003                  |
| Angola (2/2) – Von einem Krieg zum anderen                                                                    | Angola (2/2) – D’Une Guerre à L’Autre                                                                                            | 22. Feb. 2003                  |
| Die Kartographie der Schildkröten – Drei Fragen zur Zukunft des Golfs von Guinea                              | Golfe de Guinée – Pétrole ou Écotourisme?                                                                                        | 1. März 2003                   |
| Die Erweiterung der Europäischen Union (1/3) – Die Beitrittsländer                                            | L’Élargissement de l’Europe (1/3) – Les Nouveaux Entrants                                                                        | 8. März 2003                   |
| Die Erweiterung der Europäischen Union (2/3)                                                                  | L’Élargissement de l’Europe (2/3)                                                                                                | 15. März 2003                  |
| Die Erweiterung der Europäischen Union (3/3) – Ein geographisches, wirtschaftliches oder politisches Projekt? | L’Élargissement de l’Europe (3/3) – Un Projet Géographique, Economique ou Politique?                                             | 5. Apr. 2003                   |
| Die Außenpolitik Russlands (1/3) – Die Entstehung des russischen Staatsgebiets                                | La Politique Extérieure de la Russie (1/3) – La Formation Territoriale                                                           | 12. Apr. 2003                  |
| Die Außenpolitik Russlands (2/3) – Die Prioritäten                                                            | La Politique Extérieure de la Russie (2/3) – Priorités                                                                           | 19. Apr. 2003                  |
| Die Außenpolitik Russlands (3/3) – Die Nutzung der Transport- und Verkehrsnetze                               | La Politique Extérieure de la Russie (3/3) – Le Jeu De Résaux                                                                    | 26. Apr. 2003                  |
| Der Louisiana Purchase von 1803                                                                               | 1803: La Vente de la Louisiane aux États-Unis                                                                                    | 3. Mai 2003                    |
| Der Buddhismus – Buddhas Erwachen                                                                             | Ke Bouddhisme – L’Eveil de Bouddha                                                                                               | 10. Mai 2003                   |
| Wasser und Städte                                                                                             | Eaux et Mégalopoles Aujourd’Hui                                                                                                  | 17. Mai 2003                   |
| Der Drei-Schluchten-Staudamm – Chinesische Wasserpolitik                                                      | Hydropolitique – Le Barrage sur le Yangzi                                                                                        | 24. Mai 2003                   |
| Pakistan 2003 – Zwischen Afghanistan und den USA                                                              | Pakistan 2003 – Entre Afghanistan et Etats-Unis                                                                                  | 7. Juni 2003                   |
| Embargos – Eine internationale Zwangsmaßnahme                                                                 | Les Embargos – Un Outil de Sanction Internationale                                                                               | 14. Juni 2003                  |
| Desertifikation                                                                                               | La Désertification | 21. Juni 2003                  |
| Meeresverschmutzung (1/2) – Ursachen                                                                          | La Pollution des Mers (1/2) – Les Causes                                                                                         | 28. Juni 2003                  |
| Meeresverschmutzung (2/2) – Lösungen                                                                          | La Pollution des Mers (2/2) – Des Solutions                                                                                      | 5. Juli 2003                   |
| Kurdistan | Le Kurdistan | 12. Juli 2003                  |
| Eine europäische Sicherheit? – Gespräch mit Nicole Gnesotto                                                   | Une Sécurité pour l’Europe? – Entretien avec Nicole Gnésotto, Directeur de l’Institut d’Etudes de Sécurité de l’Union Européenne | 20. Sep. 2003                  |
| Großstaudämme – Die wachsende Abhängigkeit vom Wasser                                                         | Les Grands Barrages – Vers la Dépendance Hydraulique?                                                                            | 27. Sep. 2003                  |
| Der geopolitische Albtraum des Iran                                                                           | Le cauchemar géopolitique de l’Iran                                                                                              | 4. Okt. 2003                   |
| Klimaerwärmung – Das Eis schreibt Geschichte – Ein Gespräch mit dem Glaziologen Dominique Raynaud             | Réchauffement du Climat – L’Histoire par les Glaces – Entretien avec le glaciologue Dominique Raynaud                            | 11. Okt. 2003                  |
| Moldawien – Eine geopolitische Fallstudie                                                                     | Moldavie – Un Cas d’Etude Geopolitique                                                                                           | 18. Okt. 2003                  |
| Im Schatten der gerechten Kriege                                                                              | À l’Ombre des Guerres Justes | 25. Okt. 2003                  |
| Syrien auf dem Schachbrett des Nahen Ostens                                                                   | La Syrie sur l’Échiquier Moyen-Oriental                                                                                          | 1. Nov. 2003                   |
| Die Lage auf dem Balkan (1/2) – Bosnien, Serbien, Mazedonien                                                  | Des Nouvelles des Balkans (1/2) – Bosnie – Serbie – Macédoine                                                                    | 8. Nov. 2003                   |
| Die Lage auf dem Balkan (2/2) – Auf dem Weg in die EU                                                         | Des Nouvelles des Balkans (2/2) – La Route vers l’Union                                                                          | 22. Nov. 2003                  |
| Polen – Der Beitritt zur EU                                                                                   | La Pologne – Nouveau Membre de l’Union                                                                                           | 29. Nov. 2003                  |
| Kaliningrad (1/2) – Eine deutsche Geschichte                                                                  | Kaliningrad, une Histoire Allemande                                                                                              | 6. Dez. 2003                   |
| Die geopolitische Situation Kaliningrads (2/2) – Eine „russische Insel“ in der erweiterten EU                 | Géopolitique de Kaliningrad – Une „Île russe“ au cœeur de l’Union Européenne Élargie                                             | 13. Dez. 2003                  |
| Europa außerhalb Europas                                                                                      | Une Europe hors d’Europe | 20. Dez. 2003                  |
| Burkina Faso                                                                                                  | Burkina Faso | 27. Dez. 2003                  |
| NEPAD – Ein neues afrikanisches Selbstbewusstsein                                                             | NEPAD – L’Afrique d’Abord | 7. Jan. 2004                   |
| Jordanien – Pufferstaat oder Verbindungsglied?                                                                | Jordanie – L’Entre deux | 14. Jan. 2004                  |
| Anklagepunkt Genozid – Gespräch mit Catherine Coquio                                                          | Définir les Génocides – Entretien avec Catherine Coquio, Présidente de AIRCRIGE                                                  | 21. Jan. 2004                  |
| China (1/2) – China im Jahr 2004                                                                              | La Chine (1/2) – Un État de la Chine en 2004                                                                                     | 28. Jan. 2004                  |
| China (2/2) – Eine chinesische Außenpolitik                                                                   | La Chine (2/2) – Une Politique Étrangère Chinoise                                                                                | 4. Feb. 2004                   |
| EFRE – Die Regionalpolitik der Europäischen Union                                                             | FEDER – La Politique Régionale de l’Union Européenne                                                                             | 11. Feb. 2004                  |
| Indien – Eine kommende Großmacht?                                                                             | Inde: Puissance de Demain? | 25. Feb. 2004                  |
| Diego Garcia                                                                                                  | Diego Garcia | 3. März 2004                   |
| Israel – Palästina – Der Verlauf des Sicherheitszaunes                                                        | Israel – Palestine – Une Cartographie de la Cloture de Sécurité                                                                  | 10. März 2004                  |
| Georgien – Das große Spiel im Kaukasus                                                                        | Géorgie – Dans le Grand Jeu Caucasien                                                                                            | 17. März 2004                  |
| Afghanistan – Auf dem Weg zum Frieden?                                                                        | L’Afghanistan – Le Retour de la Paix?                                                                                            | 24. März 2004                  |
| Die Nordwestpassage – Ein künftiger internationaler Schifffahrtsweg?                                          | Le Passage du Nord Ouest – Vers une Nouvelle Route Maritime Internationale?                                                      | 31. März 2004                  |
| Weltwirtschaftsgeographie                                                                                     | La Géographie Économique Mondiale                                                                                                | 7. Apr. 2004                   |
| Bedrohte Tier- und Pflanzenarten (1/2) – Die Ursachen                                                         | La Cartographie des Espèces Menacées (1/2) – Les Causes                                                                          | 14. Apr. 2004                  |
| Bedrohte Tier- und Pflanzenarten (2/2) – Die Folgen                                                           | La Cartographie des Espèces Menacées (1/2) – Les Cconséquences                                                                   | 21. Apr. 2004                  |
| Irland, ein europäisches Musterland                                                                           | Irlande, un Modèle Européen | 28. Apr. 2004                  |
| Tschetschenien – warum? (1/2) – Kartografische Darstellung der tschetschenischen Gesellschaft                 | La Tchétchénie, Pourquoi? (1/2) – Cartographie de la Société Tchétchène                                                          | 12. Mai 2004                   |
| Tschetschenien – warum? (2/2) – Kartografische Darstellung der Konflikte                                      | La Tchétchénie, Pourquoi? (2/2) – Cartographie de la Conflits                                                                    | 19. Mai 2004                   |
| Simbabwe (1/2) – Eine Kolonialgeschichte                                                                      | Zimbabwe (1/2) – Une Histoire Coloniale                                                                                          | 26. Mai 2004                   |
| Simbabwe (2/2) – Der Niedergang                                                                               | Zimbabwe (2/2) – Analyse du Déclin                                                                                               | 2. Juni 2004                   |
| Die Verbreitung von Atomwaffen                                                                                | La Prolifération Nucléaire | 9. Juni 2004                   |
| Zypern 2004 – Analyse eines Misserfolgs                                                                       | Chypre 2004 – Anatomie d’un Échec                                                                                                | 23. Juni 2004                  |
| Lateinamerika – Die Rückkehr der indigenen Völker                                                             | L’Amérique Latine – Le Retour des Peuples Indigènes                                                                              | 30. Juni 2004                  |
| Geographische Vereinbarungen – Die Entstehung der Weltkarte                                                   | Les Conventions Géographiques – Comment la Carte est Devenue Universelle                                                         | 7. Juli 2004                   |
| Eine Methode Mit Offenen Karten – Wenn sich die Geschichte beschleunigt, verändert sich die Geographie        | Le Dessous des Cartes, une Méthode – Quand l’Histoire s’Accélère, la Géographie se Transforme                                    | 15. Sep. 2004                  |
| Ägypten – Das Land mit den vier Einnahmequellen                                                               | L’Egypte – Le Pays des 4 Rentes                                                                                                  | 22. Sep. 2004                  |
| Kalifornien – Ein Staat in der Sackgasse                                                                      | Californie – Un État dans l’Impasse                                                                                              | 29. Sep. 2004                  |
| Niederlande (1/2) – Der Aufstieg der „Niederen Lande“                                                         | Pays Bas (1/2) – De la Grandeur de l’Eau!                                                                                        | 6. Okt. 2004                   |
| Niederlande (2/2) – Handelsdrehscheibe der EU                                                                 | Pays Bas (2/2) – Plate-Forme Commerciale de l’Union                                                                              | 13. Okt. 2004                  |
| Das Osmanische Reich (1/2) – Wie ein Reich entsteht                                                           | L’Empire Ottoman (1/2) – Comment se Fabrique un Empire?                                                                          | 10. Nov. 2004                  |
| Das Osmanische Reich (2/2) – Ein unfertiges Mosaik                                                            | L’Empire Ottoman (2/2) – Un Puzzle Inachevé                                                                                      | 17. Nov. 2004                  |
| Der Nahe Osten als Einflussgebiet                                                                             | Le Moyen-Orient sous Influence                                                                                                   | 24. Nov. 2004                  |
| Venezuela – Eine populistische Petrokratie                                                                    | Venezuela – Une Pétro-Populo-Cratie                                                                                              | 1. Dez. 2004                   |
| Indianer Nordamerikas                                                                                         | Indiens d’Amérique du Nord | 8. Dez. 2004                   |
| Die Verlagerung der amerikanischen Militärstützpunkte                                                         | Le Redéploiement Militaire dans le Monde                                                                                         | 15. Dez. 2004                  |
| Die gesamtamerikanische Freihandelszone                                                                       | La Zone de Libre-Échange des Amériques                                                                                           | 5. Jan. 2005                   |
| Benares – Eine heilige Geographie                                                                             | Bénarès – Une Géographie du Sacré                                                                                                | 12. Jan. 2005                  |
| Deutschland 15 Jahre nach der Wiedervereinigung (1/2)                                                         | Allemagne (1/2) – 15 Ans de Réunification                                                                                        | 19. Jan. 2005                  |
| Deutschland und seine Außenpolitik                                                                            | Allemagne (2/2) – Quelle Politique Étrangère?                                                                                    | 26. Jan. 2005                  |
| Nepal – Ein Land vor dem Aus?                                                                                 | Le Nepal, Fin d’un Pays? | 9. März 2005                   |
| China Spezial (1/2) – Chinas Engpässe                                                                         | Spécial Chine (1/2) – La Chine Asphysiée                                                                                         | 16. März 2005                  |
| China Spezial (2/2) – Chinas Abhängigkeiten                                                                   | Spécial Chine (2/2) – Une Chine Dépendante                                                                                       | 25. März 2005                  |
| Eine neue Form des Krieges?                                                                                   | La Guerre A-T-Elle Changé de Forme?                                                                                              | 30. März 2005                  |
| Ukraine – Rückkehr nach Europa?                                                                               | Ukraine, Retour en Europe? | 6. Apr. 2005                   |
| Terrorismus (1/3) – Ursprünge und Geschichte                                                                  | Terrorismes (1/3) – Les Origines et l’Histoire                                                                                   | 13. Apr. 2005                  |
| Terrorismus (2/3) – Definition und Klassifizierung                                                            | Terrorismes (2/3) – Définition et Classement                                                                                     | 20. Apr. 2005                  |
| Terrorismus (3/3) – Religion und Macht                                                                        | Terrorismes (3/3) – Religion et Pouvoir                                                                                          | 27. Apr. 2005                  |
| Brasilien (1/2) – Ein brasilianisches Jahr                                                                    | Brésil (1/2) – Une Année Brésilienne                                                                                             | 4. Mai 2005                    |
| Brasilien (2/2) – Eine Außenpolitik mit globalen Ambitionen                                                   | Brésil (2/2) – Une Politique Étrangère d’Ambition Mondiale                                                                       | 11. Mai 2005                   |
| Mazedonien – Staatsbildung mit Hindernissen                                                                   | Macédoine ou la Difficile Construction d’un État                                                                                 | 18. Mai 2005                   |
| Die Konstruktion der Europäischen Union                                                                       | L’europe géopolitique | 25. Mai 2005                   |
| Aserbaidschan – Drehscheibe in Transkaukasien                                                                 | Azerbaïdjan – Carrefour Caucasien                                                                                                | 1. Juni 2005                   |
| Unsere Quellen                                                                                                | Nos Sources | 8. Juni 2005                   |
| [Iran] | | 15. Juni 2005                  |
| Philippinen (1/2) – Der Ferne Osten Asiens                                                                    | Philippines (1/2) – L’Extrême Orient de l’Asie                                                                                   | 22. Juni 2005                  |
| Philippinen (2/2) – Der islamische Separatismus in Mindanao                                                   | Philippines (2/2) – Le Séparatisme au Mindao                                                                                     | 29. Juni 2005                  |
| Großbritannien – Musterschüler der Union?                                                                     | Royaume Uni – Bon Élève de l’Union?                                                                                              | 6. Juli 2005                   |
| Tsunamis – Ein natürliches Phänomen                                                                           | Tsunamis, un Phénomène Naturel                                                                                                   | 14. Sep. 2005                  |
| Ernährungssicherheit                                                                                          | Sécurité Alimentaire | 21. Sep. 2005                  |
| Neues aus Italien                                                                                             | Des Nouvelles d’Italie | 28. Sep. 2005                  |
| Jemen (1/2) – Glückliches Arabien                                                                             | Yemen (1/2) – L’Arabie Heureuse                                                                                                  | 5. Okt. 2005                   |
| Jemen (2/2) – Ein Land im Abseits?                                                                            | Yemen (2/2) – Un Pays en Marge?                                                                                                  | 12. Okt. 2005                  |
| Über Vorhersagen und ihre Grenzen – 15 Jahre Mit offenen Karten                                               | De la Prospective et de ses Limites – Spéciale 15 Ans                                                                            | 19. Okt. 2005                  |
| Südafrika (1/3) – Die Regenbogen-Nation                                                                       | Afrique du Sud (1/3) – Une Nation „Arc en Ciel“                                                                                  | 26. Okt. 2005                  |
| Südafrika (2/3) – Veränderungen nach Abschaffung der Apartheid                                                | Afrique du Sud (2/3) – La Transition Post-Apartheid                                                                              | 2. Nov. 2005                   |
| Südafrika (3/3) – Afrikas Wirtschaftskrise                                                                    | Afrique du Sud (1/3) – Géant du Continent Africain?                                                                              | 9. Nov. 2005                   |
| Die Kurilen – Ein Friedensvertrag zwischen Japan und Russland?                                                | Kouriles – Le Japon et la Russie Signeront-Ils un Traité de Paix?                                                                | 16. Nov. 2005                  |
| Libanon – Bestandsaufnahme eines Pufferstaates (1/2)                                                          | Liban (1/2) – État des Lieux d’un État-Tampon                                                                                    | 23. Nov. 2005                  |
| Libanon – Bestandsaufnahme eines Pufferstaates (2/2)                                                          | Liban (2/2) – État des Lieux d’un État-Tampon                                                                                    | 30. Nov. 2005                  |
| Bolivien – Die Ursache des „Gaskriegs“                                                                        | Bolivie – Les Racines de la „Guerre du Gaz“                                                                                      | 7. Dez. 2005                   |
| Die Zukunft der Weltbevölkerung                                                                               | Demographie – Prospective | 14. Dez. 2005                  |
| Die Sahara – Eine Wüste voller Leben                                                                          | Le Sahara – Pas si Désert que Cela!                                                                                              | 4. Jan. 2006                   |
| Die USA und Afrika – Zwischen Erdöl und Terrorbekämpfung                                                      | États-Unis / Afrique – Entre Pétrole et Stratégie Anti-terrorisme                                                                | 11. Jan. 2006                  |
| Die Abenteuer des Seefahrers und Eunuchen Zheng He                                                            | Les Aventures Maritimes de l’Eunuque Zheng He                                                                                    | 18. Jan. 2006                  |
| Rumänien (1/2) – Ein Land mit wechselnden Grenzen                                                             | Roumainie (1/2) – Un Pays à „Géographie Variable“                                                                                | 1. Feb. 2006                   |
| Rumänien (2/2) – Beitritt zur EU?                                                                             | Roumainie (2/2) – Demain, en Europe?                                                                                             | 8. Feb. 2006                   |
| Die Globalisierung von Tierseuchen                                                                            | Géographie des Epizooties | 22. Feb. 2006                  |
| Chinas ungleiche Gesundheitsversorgung                                                                        | Les Chinois Inégaux devant la Santé                                                                                              | 1. März 2006                   |
| Produktionsverlagerungen – Mythen und Fakten                                                                  | Délocalisations – Géographie Mentale, Géographie Réelle                                                                          | 8. März 2006                   |
| Taiwan und China (1/2)                                                                                        | Taiwan, en Chine? (1/2) | 15. März 2006                  |
| Taiwan und China (2/2)                                                                                        | Taiwan, en Chine? (2/2) | 22. März 2006                  |
| Für oder gegen den EU-Beitritt der Türkei?                                                                    | La Turquie: Pour ou contre l’Adhésion?                                                                                           | 29. März 2006                  |
| Haiti (1/2) – Die haitianische Nation                                                                         | Haïti (1/2) – La Nation Haïtienne                                                                                                | 5. Apr. 2006                   |
| Haiti (2/2) – Warten auf Hoffnung                                                                             | Haïti (2/2) – Dans l’Attente d’un Espoir                                                                                         | 12. Apr. 2006                  |
| Das österreichische Paradox                                                                                   | Le Paradoxe Autrichien | 19. Apr. 2006                  |
| Welcher Status für den Kosovo?                                                                                | Quel Statut pour le Kosovo? | 3. Mai 2006                    |
| Reichtum und Zerbrechlichkeit der indigenen Völker                                                            | Peuples, de la Richesse et de la Fragilité                                                                                       | 10. Mai 2006                   |
| Marokkos ungewisse Grenzen                                                                                    | Les Frontières Incertaines du Maroc                                                                                              | 17. Mai 2006                   |
| Belutschistan – Ein erneuter Bürgerkrieg?                                                                     | Le Baloutchistan – De Nouveau en Guerre?                                                                                         | 24. Mai 2006                   |
| Die Neuorientierung der NATO                                                                                  | L’OTAN, Nouvelle Donne | 31. Mai 2006                   |
| Europas Kleinstaaten                                                                                          | Micro-Etats d’Europe | 7. Juni 2006                   |
| Montenegro will unabhängig werden                                                                             | Monténégro, vers l’Indépendance                                                                                                  | 21. Juni 2006                  |
| Der Tschad und der Glanz des schwarzen Goldes                                                                 | Tchad: La Couleur de l’Or Noir                                                                                                   | 28. Juni 2006                  |
| Weißrussland – Ein schwarzes Loch in Europa?                                                                  | Biélorussie: Trou Noir en Europe?                                                                                                | 5. Juli 2006                   |
| Die Vatikanstadt – Der kleinste Staat der Erde                                                                | Le Vatican, le plus Petit État au Monde                                                                                          | 20. Sep. 2006                  |
| Westpapua und die Grasberg-Mine                                                                               | Papouasie, la Question Grasberg                                                                                                  | 27. Sep. 2006                  |
| Die Coronelli-Globen – Zwei Erdkugeln für den Sonnenkönig                                                     | Les Globes de Coronelli – Vision d’un Monde, Vision d’un Monarque                                                                | 4. Okt. 2006                   |
| AIDS (1/3) – Eine opportunistische Epidemie                                                                   | SIDA: Une Épidémie Opportuniste (1/3)                                                                                            | 11. Okt. 2006                  |
| AIDS (2/3) – Die verheerenden Folgen der Epidemie                                                             | SIDA: Une Épidémie comme une Guerre (2/3)                                                                                        | 18. Okt. 2006                  |
| AIDS (3/3) – Die Kinder als Hauptleidtragende der Epidemie                                                    | SIDA: Les Enfants au Coeur de l’Épidémie (3/3)                                                                                   | 25. Okt. 2006                  |
| Zentralasien (1/3) – Zentral- oder Randlage?                                                                  | Asie Centrale (1/3) – Au Centre ou en Marge?                                                                                     | 1. Nov. 2006                   |
| Zentralasien (2/3) – Umweltprobleme als Ursache für Spannungen                                                | Asie Centrale (2/3) – L’Environnement, Source de Tensions?                                                                       | 8. Nov. 2006                   |
| Zentralasien (3/3) – Das Ferghanatal                                                                          | Asie Centrale (3/3) – Le Ferghana                                                                                                | 15. Nov. 2006                  |
| Elfenbeinküste – Die Ursachen der Krise                                                                       | Cote d’Ivoire: Quelques cles pour Comprendre la Crise                                                                            | 22. Nov. 2006                  |
| Kanada (1/2) – Die Entwicklung des Staatsgebietes                                                             | Canada (1/2) – La Formation du Territoire                                                                                        | 29. Nov. 2006                  |
| Kanada (2/2) – Ölrausch                                                                                       | Canada (2/2) – La Ruée vers l’Or Noir                                                                                            | 7. Dez. 2006                   |
| Island – Im strategischen Abseits                                                                             | Islande – La Fin d’une Position Stratégique                                                                                      | 13. Dez. 2006                  |
| Musik mit offenen Karten                                                                                      | Le Dessous des Cartes de la musique                                                                                              | 3. Jan. 2007                   |
| Die Shanghaier Organisation für Zusammenarbeit                                                                | Organisation de coopération de Shanghaï                                                                                          | 10. Jan. 2007                  |
| Die Mongolei – In der Mitte der Reiche                                                                        | Mongolie: au milieu des empires                                                                                                  | 17. Jan. 2007                  |
| Thailand – Ein Putsch mit ungewissen Folgen                                                                   | La Thailande: coup d’état a risques                                                                                              | 24. Jan. 2007                  |
| Wachstum, Energie und Risikofaktoren – Prognose 2030                                                          | Croissance, énergie et facteurs de risques: prospective 2030                                                                     | 31. Jan. 2007                  |
| Energie – Politische Risiken                                                                                  | Énergies et risques politiques                                                                                                   | 7. Feb. 2007                   |
| Die Latinos in den Vereinigten Staaten                                                                        | Les hispaniques aux États-Unis                                                                                                   | 14. Feb. 2007                  |
| Armenien – Ein kleines Land mit großer Vergangenheit                                                          | Arménie: une saison française en 2007                                                                                            | 21. Feb. 2007                  |
| Mexiko – Ein Land an der Schwelle                                                                             | Mexique, à la charnière du nord et du sud                                                                                        | 28. Feb. 2007                  |
| EU wozu? | L’Europe pour quoi faire? | 21. März 2007                  |
| Lateinamerika und seine Energie – Eine Herausforderung                                                        | Le défi énergétique de l’Amérique Latine                                                                                         | 4. Apr. 2007                   |
| Argentinien – Eine Bestandsaufnahme                                                                           | Comment va l’Argentine? | 11. Apr. 2007                  |
| Nachhaltiger Verkehr                                                                                          | Vers des transports durables | 18. Apr. 2007                  |
| Dubai – Eine globalisierte Stadt                                                                              | Dubaï: une ville mondialisée? | 25. Apr. 2007                  |
| Nigeria – Reicher Staat, armes Land                                                                           | Nigéria: état riche, pays pauvre                                                                                                 | 16. Mai 2007                   |
| Was will China in Afrika?                                                                                     | Que fait la Chine en Afrique? | 23. Mai 2007                   |
| Mafia – Geopolitik im Verborgenen                                                                             | Mafias: une géopolitique invisible                                                                                               | 30. Mai 2007                   |
| Ungleiche Globalisierung                                                                                      | Une géographie des inégalités | 6. Juni 2007                   |
| Demokratische Republik Kongo – Endlich Frieden                                                                | République Démocratique du Congo: enfin la paix?                                                                                 | 13. Juni 2007                  |
| Irak 2007 – Die Entstehung des Staatsgebietes (1/3)                                                           | L’Irak en 2007: la formation du territoire (1/3)                                                                                 | 27. Juni 2007                  |
| Irak 2007 – Die Protagonisten des Konflikts (2/3)                                                             | L’Irak en 2007: les acteurs du Conflit (2/3)                                                                                     | 4. Juli 2007                   |
| Der Evangelikalismus – Eine religiöse Strömung auf dem Vormarsch                                              | Les Évangéliques: une religion influente                                                                                         | 5. Sep. 2007                   |
| Irak 2007 – Eine Teilung des Landes? (3/3)                                                                    | L’Irak en 2007: vers la partition? (3/3)                                                                                         | 26. Sep. 2007                  |
| Erdgas und Geopolitik                                                                                         | Géopolitique mondiale du gaz | 3. Okt. 2007                   |
| Kampf oder Allianz der Kulturen?                                                                              | Civilisations: du choc à l’alliance?                                                                                             | 10. Okt. 2007                  |
| Die Ostseepipeline                                                                                            | Un gazoduc sur la Baltique | 17. Okt. 2007                  |
| Die geopolitische Bedeutung der Schiiten                                                                      | Géopolitique du chiisme | 24. Okt. 2007                  |
| Der afrikanische Kontinent                                                                                    | Le continent africain | 31. Okt. 2007                  |
| Sudan – Erdöl und Darfur                                                                                      | Soudan: pétrole et Darfur | 7. Nov. 2007                   |
| Die Globalisierung der Epidemien                                                                              | La mondialisation des épidémies                                                                                                  | 14. Nov. 2007                  |
| Migration – Die angeblichen Gefahren                                                                          | Migrations: les fausses menaces                                                                                                  | 21. Nov. 2007                  |
| Niger – Absehbare Hungersnot                                                                                  | Niger: famine prévisible | 28. Nov. 2007                  |
| Der Raketenabwehrschild                                                                                       | Le bouclier antimissile | 5. Dez. 2007                   |
| Die palästinensische Diaspora                                                                                 | La diaspora palestinienne | 12. Dez. 2007                  |
| Das Internationale Polarjahr – Arktische Welten (1/2)                                                         | L’année polaire et les mondes arctiques (1/2)                                                                                    | 19. Dez. 2007                  |
| Das Internationale Polarjahr – Im Eis der Antarktis (2/2)                                                     | Le dessous des glaces de l’Antarctique (2/2)                                                                                     | 26. Dez. 2007                  |
| Klimaflüchtlinge                                                                                              | Réfugiés climatiques | 5. Jan. 2008                   |
| Waziristan, ein Weltkrisenherd?                                                                               | Waziristan – Enjeu global | 12. Jan. 2008                  |
| Neues aus Äthiopien                                                                                           | Des nouvelles d’Ethiopie | 19. Jan. 2008                  |
| Landwirtschaft im Umbruch                                                                                     | Agriculture: nouvelle donne | 26. Jan. 2008                  |
| Aufschwung in Afrika                                                                                          | Dynamiques africaines | 2. Feb. 2008                   |
| EU-Land Slowenien                                                                                             | La Slovénie européenne | 9. Feb. 2008                   |
| Zerbricht Belgien?                                                                                            | Belgique: vers la fracture? | 23. Feb. 2008                  |
| Eine Mittelmeerunion                                                                                          | Une union méditerranéenne | 1. März 2008                   |
| Neue Mauern                                                                                                   | Nouveaux murs | 8. März 2008                   |
| Taiwan in der UNO?                                                                                            | Taïwan aux Nations-Unies? | 15. März 2008                  |
| Kasachstan – Tigerstaat Zentralasiens?                                                                        | Kazakhztan: tigre d’Asie centrale?                                                                                               | 22. März 2008                  |
| Ein Kanal vom Roten ins Tote Meer                                                                             | Le canal mer Rouge-mer Morte | 5. Apr. 2008                   |
| Magellans falsche Weltkarte                                                                                   | Les fausses cartes de Magellan                                                                                                   | 12. Apr. 2008                  |
| London | Londres | 26. Apr. 2008                  |
| Seegrenzen | Des frontières dans l’océan | 3. Mai 2008                    |
| Flaggen auf dem Meeresgrund?                                                                                  | Des drapeaux sous la mer? | 10. Mai 2008                   |
| Kleinstaat Kosovo                                                                                             | Le Kosovo: confetti européen | 24. Mai 2008                   |
| Der Waffenhandel                                                                                              | Le commerce des armes | 31. Mai 2008                   |
| Die zwei Gesichter Malaysias                                                                                  | Malaisie: les deux visages | 14. Juni 2008                  |
| Terrorismus – Lokal oder global?                                                                              | Terrorisme: local ou global? | 21. Juni 2008                  |
| Gemeinsame Agrarpolitik – Wozu?                                                                               | L’Europe agricole: une nécessité?                                                                                                | 28. Juni 2008                  |
| Die Risiken des Tourismus                                                                                     | Risques / Tourisme? | 5. Juli 2008                   |
| Die Welt benennen                                                                                             | Nommer le monde | 12. Juli 2008                  |
| China und Russland – Partner oder Rivalen?                                                                    | Chine / Russie: partenaires ou rivaux?                                                                                           | 6. Sep. 2008                   |
| Zerfallende Staaten                                                                                           | Les états défaillants | 13. Sep. 2008                  |
| Ein amerikanischer Naher Osten?                                                                               | Le Moyen-Orient américain? | 20. Sep. 2008                  |
| Klimarisiken – Länderrisiken                                                                                  | Risques climats: risques pays | 27. Sep. 2008                  |
| Das Schwarze Meer – Zwischen Europa und Asien (1/2)                                                           | Mer Noire: un carrefour Euro-Asiatique (1/2)                                                                                     | 11. Okt. 2008                  |
| Das Schwarze Meer) – Geopolitik der Pipelines (2/2)                                                           | Mer Noire: géopolitique des tubes (2/2)                                                                                          | 18. Okt. 2008                  |
| Die derzeitigen Kriege                                                                                        | L’état de la guerre | 25. Okt. 2008                  |
| Ökologische Wachposten                                                                                        | Les sentinelles écologiques | 31. Okt. 2008                  |
| Die fünfte Säule des Islam                                                                                    | Le cinquième pilier | 8. Nov. 2008                   |
| Quebec wird 400                                                                                               | Le 400e de Québec | 15. Nov. 2008                  |
| Die Kunst des Krieges                                                                                         | L’Art de la guerre | 22. Nov. 2008                  |
| Die Überweisungen der Migranten                                                                               | Les flux financiers des émigrés                                                                                                  | 29. Nov. 2008                  |
| Kulturelle Globalisierung am Persischen Golf                                                                  | Mondialisation culturelle dans le Golfe Persique                                                                                 | 6. Dez. 2008                   |
| Simbabwe – Chronik eines Untergangs                                                                           | Zimbabwe: récit de la chute | 20. Dez. 2008                  |
| China nach dem Wachstum                                                                                       | Chine: lendemains de croissance                                                                                                  | 27. Dez. 2008                  |
| Zusammenrücken am Persischen Golf?                                                                            | Golfe Persique: un jeu d’équilibre?                                                                                              | 17. Jan. 2009                  |
| Afrika pflegt Europa                                                                                          | L’Afrique prend soin de L’Europe                                                                                                 | 24. Jan. 2009                  |
| Die tschechische EU-Ratspräsidentschaft                                                                       | La république Tchèque à la présidence de l’UE                                                                                    | 31. Jan. 2009                  |
| Das digitale Schlachtfeld                                                                                     | Numérisation du champ de bataille                                                                                                | 7. Feb. 2009                   |
| Zur Lage im Iran                                                                                              | L’état de l’Iran | 14. Feb. 2009                  |
| Trinkwasser aus dem Meer                                                                                      | La mer à boire | 21. Feb. 2009                  |
| Von GPS zu Galileo                                                                                            | Du GPS à Galileo | 28. Feb. 2009                  |
| Die Karten der anderen                                                                                        | Les cartes des autres | 14. März 2009                  |
| Migration – Die Gründe (1/3)                                                                                  | Migrations: pourquoi Part-on? (1/3)                                                                                              | 21. März 2009                  |
| Migration – Die Wege (2/3)                                                                                    | Les Parcours des migrations (2/3)                                                                                                | 28. März 2009                  |
| Migration – Die Politik der EU (3/3)                                                                          | Migrations: que fait l’Union Européenne? (3/3)                                                                                   | 4. Apr. 2009                   |
| Internetkriminalität                                                                                          | Le cyberspace | 11. Apr. 2009                  |
| Ernüchterung in Afrika                                                                                        | Retours d’Afrique | 18. Apr. 2009                  |
| Die Frankophonie – Eine andere Globalisierung                                                                 | Franconphonie: l’autre mondialisation                                                                                            | 25. Apr. 2009                  |
| Geschichte des Asylrechts                                                                                     | Une Histoire du droit d’asile | 2. Mai 2009                    |
| Biokraftstoff – Eine Alternative? (1/2)                                                                       | Biocarburants – une alternative? (1/2)                                                                                           | 9. Mai 2009                    |
| Biokraftstoff – Der Fall Brasilien (2/2)                                                                      | Biocarburants: le cas brésilien (2/2)                                                                                            | 16. Mai 2009                   |
| Wozu dienen Staatsfonds?                                                                                      | À quoi servent les fonds souverains?                                                                                             | 6. Juni 2009                   |
| Jemen – Eine Republik der Stämme?                                                                             | Yemen: république des tribus? | 13. Juni 2009                  |
| Agrarland – Eine neue Art der Auslagerung?                                                                    | Terres agricoles: une autre délocalisation?                                                                                      | 20. Juni 2009                  |
| Afghanistan – Eine neue Strategie                                                                             | Afghanistan: une autre stratégie                                                                                                 | 27. Juni 2009                  |
| Grönland – Ein neuer Staat in Amerika?                                                                        | Vers un Groenland américain? | 8. Sep. 2009                   |
| USA – Das Ende der „WASP“?                                                                                    | États-Unis: la fin des WASP? | 12. Sep. 2009                  |
| Eine Geschichte der Kohle (1/2)                                                                               | Une histoire du charbon (1/2) | 22. Sep. 2009                  |
| Die Zukunft der Kohle (2/2)                                                                                   | L’avenir du charbon (2/2) | 29. Sep. 2009                  |
| Die Millenniumsziele für 2015                                                                                 | 2015: les Objectifs du millénaire                                                                                                | 10. Okt. 2009                  |
| Das Schwedische Modell                                                                                        | La méthode suédoise | 24. Okt. 2009                  |
| Wozu dient das UNESCO-Welterbe?                                                                               | À quoi sert le patrimoine de l’UNESCO?                                                                                           | 31. Okt. 2009                  |
| Nach der Mauer – Deutschland (1/3)                                                                            | Après le mur: L’Allemagne (1/3)                                                                                                  | 7. Nov. 2009                   |
| Nach der Mauer – Europa (2/3)                                                                                 | Après le mur: L’Europe (2/3) | 14. Nov. 2009                  |
| Nach der Mauer – Die Welt (3/3)                                                                               | Après le mur: le monde (3/3) | 21. Nov. 2009                  |
| Klima – Von Kyoto nach Kopenhagen (1/2)                                                                       | Climat: de Kyoto a Copenhague (1/2)                                                                                              | 28. Nov. 2009                  |
| Klima – Von Kyoto nach Kopenhagen (2/2)                                                                       | Climat: de Kyoto a Copenhague (2/2)                                                                                              | 5. Dez. 2009                   |
| Streubomben                                                                                                   | Les bombes à sous-munitions | 12. Dez. 2009                  |
| Atomare Bewaffnung – Eine Bestandsaufnahme (1/2)                                                              | Nucéaire militaire: état des lieux (1/2)                                                                                         | 19. Dez. 2009                  |
| Das neue Zeitalter der atomaren Bewaffnung (2/2)                                                              | Le nouvel âge du nucléaire militaire (2/2)                                                                                       | 26. Dez. 2009                  |
| Für die Abschaffung der Todesstrafe – Die weltweite Situation (1/2)                                           | Pour l’abolition de la peine de mort: Géographie Mondiale (1/2)                                                                  | 5. Jan. 2010                   |
| Für die Abschaffung der Todesstrafe – Die Situation in den USA (2/2)                                          | Pour l’abolition de la peine de mort: États-Unis (2/2)                                                                           | 9. Jan. 2010                   |
| Nachhaltige Stadtentwicklung                                                                                  | Villes d’avenir? | 30. Jan. 2010                  |
| Die zivile Nutzung der Kernenergie                                                                            | Le nucléaire civil | 6. Feb. 2010                   |
| Globalisierung der Justiz (1/2)                                                                               | Mondialisation de le justice (1/2)                                                                                               | 13. Feb. 2010                  |
| Globalisierung der Justiz (2/2)                                                                               | Mondialisation de le justice (2/2)                                                                                               | 20. Feb. 2010                  |
| 2010 – Ein wichtiges Jahr für Togo                                                                            | 2010 – Les rendez-vous du Togo                                                                                                   | 27. Feb. 2010                  |
| Korea – Zwei Staaten, eine Geschichte?                                                                        | Corées: une histoire commune? | 6. März 2010                   |
| Incheon – Globale Stadt                                                                                       | Incheon: ville globale | 13. März 2010                  |
| Spaniens EU-Ratspräsidentschaft                                                                               | L’Espagne: rendez-vous Européen                                                                                                  | 20. März 2010                  |
| Der Krisenbogen im Nahen und Mittleren Osten                                                                  | L’Arc de crise au Moyen-Orient                                                                                                   | 27. März 2010                  |
| Bombenangriffe auf den Iran?                                                                                  | Bombarder L’Iran? | 3. Apr. 2010                   |
| Kriege und Frieden auf den Karten                                                                             | Les cartes de la guerre et de la paix                                                                                            | 10. Apr. 2010                  |
| Neue Söldner – Die Privatisierung des Krieges                                                                 | Néo-mercenaires: la guerre privatisée                                                                                            | 17. Apr. 2010                  |
| Internet und Geopolitik (1/2)                                                                                 | L’internet est-il géopolitique (1/2)                                                                                             | 24. Apr. 2010                  |
| Internet und Geopolitik (2/2)                                                                                 | L’internet est-il géopolitique (2/2)                                                                                             | 1. Mai 2010                    |
| Georgien nach dem Krieg                                                                                       | La Géorgie: après la guerre | 15. Mai 2010                   |
| Russland – Eine Großmacht? (1/2)                                                                              | La Russie: une grande pulssance? (1/2)                                                                                           | 22. Mai 2010                   |
| Ansichten Russlands (2/2)                                                                                     | Visions de la Russie (2/2) | 29. Mai 2010                   |
| Anstoß Südafrika                                                                                              | L’Afrique du Sud: balle au centre                                                                                                | 5. Juni 2010                   |
| Geopolitik des Fussballs                                                                                      | Géopolitique du football | 11. Juni 2010                  |
| Der Krieg um Wasser findet nicht statt (1/2)                                                                  | La Guerre de L’eau n’aura pas lieu (1/2)                                                                                         | 26. Juni 2010                  |
| Krieg um Wasser zwischen Israel und Palästina? (2/2)                                                          | Israël/Palestine: une guerre pour L’eau? (2/2)                                                                                   | 3. Juli 2010                   |
| BrasIlien nach Lula (1/2)                                                                                     | Brésil: Quel bilan pour Lula? (1/2)                                                                                              | 18. Sep. 2010                  |
| Energiemacht Brasilien (2/2)                                                                                  | Brésil: un géant énergetique (2/2)                                                                                               | 25. Sep. 2010                  |
| Rio Grande – Das Gespenst der Hispanisierung                                                                  | Rio Grande: le fantôme de la Nouvelle Espagne                                                                                    | 5. Okt. 2010                   |
| Der Zustand der Wälder (1/3)                                                                                  | L’état des forêts (1/3) | 9. Okt. 2010                   |
| Der Handel mit Holz (2/3)                                                                                     | Le commerce du bois (2/3) | 16. Okt. 2010                  |
| Wald und Klima (3/3)                                                                                          | Les forêts et le climat (3/3) | 23. Okt. 2010                  |
| Matteo Ricci – Zwischen Europa und Ostasien                                                                   | Matteo Ricci: entre Occident et Orient                                                                                           | 30. Okt. 2010                  |
| 20 Jahre Deutsch-Französische Beziehungen (1/2)                                                               | 20 Ans de relations franco-allemandes (1/2)                                                                                      | 6. Nov. 2010                   |
| 20 Jahre Deutsch-Französische Beziehungen (2/2)                                                               | 20 ans de relations franco-allemandes (2/2)                                                                                      | 13. Nov. 2010                  |
| Die Karten der Weltwirtschaft                                                                                 | Les cartes de L’économie mondiale                                                                                                | 20. Nov. 2010                  |
| Das Erdölfördermaximum                                                                                        | Vers le pic pétrolier | 27. Nov. 2010                  |
| Überbevölkerung – Eine falsche Frage                                                                          | Surpopulation: une fausse question                                                                                               | 4. Dez. 2010                   |
| Die ungleiche Verteilung von Naturkatastrophen                                                                | Risques naturels: tous inégaux                                                                                                   | 11. Dez. 2010                  |
| Zwischen Land und Meer                                                                                        | Entre terre et mer | 1. Jan. 2011                   |
| Die Demokratisierung der Kartografie                                                                          | Tous cartographes? | 8. Jan. 2011                   |
| Ägypten ohne Nil?                                                                                             | L’Égypte sans le Nil? | 15. Jan. 2011                  |
| Die Verlagerung des Wohlstands                                                                                | Le basculement de la richesse | 22. Jan. 2011                  |
| Steueroasen                                                                                                   | Les paradis fiscaux | 29. Jan. 2011                  |
| Der ökologische Fußabdruck                                                                                    | L’empreinte écologique | 5. Feb. 2011                   |
| Inseln aus Müll?                                                                                              | Des îles de déchets? | 12. Feb. 2011                  |
| Shanghai – Hauptstadt des 21. Jahrhunderts?                                                                   | Shanghai: capitale dz XXI siècle?                                                                                                | 19. Feb. 2011                  |
| Vom „Abendland“ zur „Westlichen Welt“ (1/2)                                                                   | Occident: L’empire du soleil couchant? (1/2)                                                                                     | 5. März 2011                   |
| Vom „Abendland“ zur „Westlichen Welt“ (2/2)                                                                   | Occident: l’empire du soleil couchant? (2/2)                                                                                     | 12. März 2011                  |
| Die Cassini-Karten – Sternstunden der Kartographie                                                            | Les cartes de Cassini: une épopée cartographique                                                                                 | 19. März 2011                  |
| Fischerei – Schluss mit dem Überfluss?                                                                        | Pêche: la Fin de L’abondance? | 26. März 2011                  |
| Der internationale Währungsfonds (1/2)                                                                        | Le fonds monétaire international (1/2)                                                                                           | 2. Apr. 2011                   |
| Wer kontrolliert den Welthandel? (2/2)                                                                        | Qui contrôle le commerce international? (2/2)                                                                                    | 9. Apr. 2011                   |
| Indien – Das Gleichgewicht der Gegensätze (1/3)                                                               | Inde: l’équilibre des contraires (1/3)                                                                                           | 23. Apr. 2011                  |
| Indien – Eine pragmatische Macht (2/3)                                                                        | Inde: puissance pragmatique (2/3)                                                                                                | 30. Apr. 2011                  |
| Die Naxaliten (3/3)                                                                                           | Les naxalites (3/3) | 7. Mai 2011                    |
| Die Weltkarte der Religionen                                                                                  | Cartographie mondiale des religions                                                                                              | 14. Mai 2011                   |
| Geographie der Ernährung – Die Geschichte (1/3)                                                               | Géographie des alimentations: L’histoire (1/3)                                                                                   | 4. Juni 2011                   |
| Geographie der Ernährung – Die Globalisierung (2/3)                                                           | Géographie des alimentations: La mondialisation (2/3)                                                                            | 11. Juni 2011                  |
| Geographie der Ernährung – Die Alternativen (3/3)                                                             | Géographie des alimentations: Les alternatives (3/3)                                                                             | 18. Juni 2011                  |
| Vielfalt des Islam                                                                                            | Islam métis | 25. Juni 2011                  |
| Arabische Welten                                                                                              | Mondes arabes | 10. Sep. 2011                  |
| Die Türkei – Rückkehr in den Orient?                                                                          | Turquie: retour vers l’Orient?                                                                                                   | 17. Sep. 2011                  |
| Bevölkerungsentwicklung und Politik                                                                           | De la démographie aux choix politiques                                                                                           | 24. Sep. 2011                  |
| Ein Kaschmir, drei Nationen                                                                                   | Un Cachemire, trois nations | 1. Okt. 2011                   |
| Wozu dient „Competitive Intelligence“?                                                                        | À quoi sert l’Intelligence economique?                                                                                           | 8. Okt. 2011                   |
| Bhutan und das Bruttosozialglück                                                                              | Bhoutan: bonheur national burt                                                                                                   | 15. Okt. 2011                  |
| Kroatien an der Schwelle zur EU                                                                               | Croatie: à deux pas de l’UE | 22. Okt. 2011                  |
| Europa – Ein Projekt ohne Ende                                                                                | Europe: projet sans fin | 29. Okt. 2011                  |
| Die Energieversorgung der EU (1/2)                                                                            | Portrait énergétique de l’UE (1/2)                                                                                               | 5. Nov. 2011                   |
| Die Energieversorgung der EU (2/2)                                                                            | Portrait énergétique de l’UE (2/2)                                                                                               | 12. Nov. 2011                  |
| Das Menschenrecht auf Bildung                                                                                 | L’école est un droit universel                                                                                                   | 26. Nov. 2011                  |
| Geopolitische Aspekte der Hochschulbildung                                                                    | Le savoir: une question géopolitique                                                                                             | 10. Dez. 2011                  |
| Instabile Staaten in der Sahelzone                                                                            | États fragiles dans le Sahel | 17. Dez. 2011                  |
| Konflikte 2030 – Die Faktoren (1/2)                                                                           | Conflits 2030: les facteurs (1/2)                                                                                                | 10. Jan. 2012                  |
| Konflikte 2030 – Die Schauplätze (2/2)                                                                        | Conflits 2030: les lieux (2/2)                                                                                                   | 17. Jan. 2012                  |
| Die Globalisierung der Krankheiten (1/2)                                                                      | La mondialisation des maladies (1/2)                                                                                             | 24. Jan. 2012                  |
| (Wieder) Auftauchende Krankheiten (2/2)                                                                       | Les maladies (ré)émergentes | 31. Jan. 2012                  |
| Ärzte ohne Grenzen – Vom Handeln zum Reden (1/2)                                                              | MSF: des actes à la parole (1/2)                                                                                                 | 14. Feb. 2012                  |
| Humanitäre Hilfe – Der Preis des Handelns (2/2)                                                               | Humanitaire: le prix de l’action (2/2)                                                                                           | 21. Feb. 2012                  |
| Die zivile Nutzung der Kernenergie (2012)                                                                     | Le nucléaire civil en 2012 | 6. März 2012                   |
| Globaler Verkehr                                                                                              | Géographie des transports mondiaux                                                                                               | 13. März 2012                  |
| Die Entstehung des Rassismus (1/2)                                                                            | Les mémoires du racisme (1/2) | 20. März 2012                  |
| Die Erfindung des Wilden (2/2)                                                                                | Exhibitions ou l’invention du sauvage (2/2)                                                                                      | 27. März 2012                  |
| Eine Straßenbahn in Jerusalem                                                                                 | Un tramway à Jérusalem | 3. Apr. 2012                   |
| Boliviens Traum vom Lithium                                                                                   | La fable du Lithium et de la Bolivie                                                                                             | 10. Apr. 2012                  |
| Dänemarks EU-Ratspräsidentschaft                                                                              | Le Danmark à la présidence de l’Union                                                                                            | 17. Apr. 2012                  |
| Südsudan – Ein neuer Staat in Afrika (1/2)                                                                    | Sud-Soudan: un nouvel état en Afrique (1/2)                                                                                      | 24. Apr. 2012                  |
| Südsudan – Ein neuer Staat in Afrika (2/2)                                                                    | Sud-Soudan: un nouvel état en Afrique (2/2)                                                                                      | 1. Mai 2012                    |
| Die französischen Generalstabskarten                                                                          | Les cartes de l’État-Major | 8. Mai 2012                    |
| Die Karten der Tiefsee – Die Erforschung (1/2)                                                                | La Cartographie des abysses: la connaissance (1/2)                                                                               | 15. Mai 2012                   |
| Die Karten der Tiefsee – Die Erschließung (2/2)                                                               | La Cartographie des abysses: l’exploitation (2/2)                                                                                | 22. Mai 2012                   |
| Die Zentralafrikanische Republik, ein Land im Abseits                                                         | La république centrafricaine aux marges de l’Afrique                                                                             | 29. Mai 2012                   |
| Kartographie 2.0                                                                                              | Cartographie 2.0 | 12. Juni 2012                  |
| Island – Ein Ende der Krise?                                                                                  | L’Islande: sorite de crise? | 19. Juni 2012                  |
| Zyperns EU-Ratsvorsitz                                                                                        | Chypre à la présidence de l’Union                                                                                                | 26. Juni 2012                  |
| Neuigkeiten aus dem Iran                                                                                      | Des nouvelles de l’Iran | 8. Sep. 2012                   |
| Syrien – Die Ursprünge der Krise (1/2)                                                                        | Syrie: les origines de la crise (1/2)                                                                                            | 15. Sep. 2012                  |
| Syrien – Die regionalen Auswirkungen der Krise (2/2)                                                          | Syrie: régionales de la crise (2/2)                                                                                              | 22. Sep. 2012                  |
| Geschichte der Wälder Frankreichs (1/2)                                                                       | Histoire de forêts: la France (1/2)                                                                                              | 29. Sep. 2012                  |
| Geschichte der Wälder Europas und der Welt (2/2)                                                              | Histoire de forêts: l’Europe et le monde (2/2)                                                                                   | 6. Okt. 2012                   |
| Polen, mitten in Europa                                                                                       | La Pologne, centrale en Europe                                                                                                   | 13. Okt. 2012                  |
| Nigeria, immer noch Entwicklungsland                                                                          | Nigeria, une émergence retardée                                                                                                  | 20. Okt. 2012                  |
| Impfstoffe für alle? (1/2)                                                                                    | Des vaccins pour tous? (1/2) | 27. Okt. 2012                  |
| Eine Milliarde vergessene Kranke (2/2)                                                                        | 1 milliard de malades oubliés (2/2)                                                                                              | 3. Nov. 2012                   |
| Austritt aus der EU?                                                                                          | Sortir de l’Europe? | 17. Nov. 2012                  |
| Ein birmanischer Frühling? (1/2)                                                                              | Un printemps birman? (1/2) | 24. Nov. 2012                  |
| Wer interessiert sich für Birma? (2/2)                                                                        | Qui s’intéresse à la Birmanie? (2/2)                                                                                             | 1. Dez. 2012                   |
| Kulturen – Wandel oder Untergang?                                                                             | Civilisations: changer ou disparaître?                                                                                           | 8. Dez. 2012                   |
| Energie-Supermacht Kanada                                                                                     | Canada: superpuissance énergétique                                                                                               | 15. Dez. 2012                  |
| Das kubanische Paradox                                                                                        | Le paradoxe cubain | 22. Dez. 2012                  |
| Im Herzen des indischen Subkontinents                                                                         | Au coeur du sous-continent indien                                                                                                | 12. Jan. 2013                  |
| Deutschland und Frankreich: 2013–2063? – 50 Jahre Élysée-Vertrag                                              | France / Allemagne: 2013–2063? – Spéciale traité de l’Élysée                                                                     | 22. Jan. 2013                  |
| Irlands EU-Ratspräsidentschaft                                                                                | L’Irlande à la présidence de l’Union                                                                                             | 2. Feb. 2013                   |
| Ein Vietnam oder zwei? – Die Geschichte (1/2)                                                                 | Un ou deux Vietnam?: L’histoire (1/2)                                                                                            | 9. Feb. 2013                   |
| Ein Vietnam oder zwei? – Der Aufschwung (2/2)                                                                 | Un ou deux Vietnam?: la croissance (2/2)                                                                                         | 16. Feb. 2013                  |
| Afghanistan – Der unmögliche „Übergang“                                                                       | Afghanistan: l’impossible transition                                                                                             | 23. Feb. 2013                  |
| Deutschland und Frankreich – Historischer Rückblick                                                           | France / Allemagne: retour sur l’histoire                                                                                        | 2. März 2013                   |
| Die Bevölkerung Frankreichs                                                                                   | Démographie française | 9. März 2013                   |
| Die Bevölkerung Deutschlands                                                                                  | Démographie allemande | 16. März 2013                  |
| Neues aus Bangladesch                                                                                         | Des nouvelles du Bangladesh | 23. März 2013                  |
| Kurdistan – Ein neuer Staat in Vorderasien?                                                                   | Kurdistan: nouvel État au Moyen-Orient?                                                                                          | 6. Apr. 2013                   |
| Satellitenbilder im Dienst der Geopolitik                                                                     | L’Imagerie satellite au service de la géopolitique                                                                               | 13. Apr. 2013                  |
| Belgien und die Niederlande – Der Meeresspiegel steigt                                                        | Belgique, Pays-Bas: la Mer monte                                                                                                 | 20. Apr. 2013                  |
| China im Wandel                                                                                               | La Chine change | 27. Apr. 2013                  |
| Mexiko, Schwellenland mit Schattenseiten                                                                      | Mexique, un émergent entravé | 4. Mai 2013                    |
| Neues aus Mittelamerika                                                                                       | Des nouvelles de l’Amérique centrale                                                                                             | 11. Mai 2013                   |
| Wasserkraftwerke in der Türkei und in Niger                                                                   | Barrages hydroélectriques le cas de la Turquie et du Niger                                                                       | 18. Mai 2013                   |
| Laos – Ein neues Schwellenland?                                                                               | Laos: Un nouvel émergent? | 25. Mai 2013                   |
| Neues aus Usbekistan                                                                                          | Des nouvelles d’Ouzbékistan | 8. Juni 2013                   |
| Die Menschen und der Weltraum                                                                                 | Les hommes et l’espace | 15. Juni 2013                  |
| Wachstumsregionen in Afrika                                                                                   | L’Afrique: zones de Croissance                                                                                                   | 22. Juni 2013                  |
| Australien – Bevölkerung und Migration (1/2)                                                                  | Australie – Populations et migrations (1/2)                                                                                      | 7. Sep. 2013                   |
| Australien im asiatischen Jahrhundert (2/2)                                                                   | L’Australie dans le siècle asiatique (2/2)                                                                                       | 14. Sep. 2013                  |
| Paris – Geburt einer Hauptstadt (1/4)                                                                         | Paris: naissance d’une capitale (1/4)                                                                                            | 21. Sep. 2013                  |
| Paris – Von der Renaissance zur Aufklärung (2/4)                                                              | Paris: de la Renaissance aux lumières (2/4)                                                                                      | 28. Sep. 2013                  |
| Paris – Die „Haussmannisierung“ (3/4)                                                                         | Paris: la révolution Haussmann (3/4)                                                                                             | 5. Okt. 2013                   |
| Paris – Das „Grand Paris“ (4/4)                                                                               | Paris: le Grand Paris (4/4) | 12. Okt. 2013                  |
| Von Bären und Menschen                                                                                        | Des ours et des hommes | 19. Okt. 2013                  |
| Der Handel mit bedrohten Arten (1/2)                                                                          | Le commerce des espèces menacées (1/2)                                                                                           | 26. Okt. 2013                  |
| Der Handel mit bedrohten Arten (2/2)                                                                          | Le commerce des espèces menacées (2/2)                                                                                           | 2. Nov. 2013                   |
| Die Ostsee – Das Mittelmeer des Nordens                                                                       | Mer Baltique: la méditerranée du Nord                                                                                            | 9. Nov. 2013                   |
| Pilgerfahrten, ein weltweites Phänomen                                                                        | Les pèlerinages, phénomènes mondiaux                                                                                             | 16. Nov. 2013                  |
| Was ist Salafismus?                                                                                           | Qu’est-ce que le salafisme? | 23. Nov. 2013                  |
| Widersprüche der weltweiten Ungleichheit                                                                      | Paradoxes des inégalités mondiales                                                                                               | 30. Nov. 2013                  |
| Neues aus Mauretanien                                                                                         | Des nouvelles de la Mauritanie                                                                                                   | 7. Dez. 2013                   |
| EU, Migranten und Grenzen                                                                                     | UE, migrants, frontières | 14. Dez. 2013                  |
| Singapur: Globalisierung – um welchen Preis?                                                                  | Singapour: la mondialisation à quel prix?                                                                                        | 21. Dez. 2013                  |
| 1914 – Die Ursachen für den Krieg (1/2)                                                                       | 1914: Les facteurs de la guerre (1/2)                                                                                            | 11. Jan. 2014                  |
| 1914 – Die Anlässe für den Krieg (2/2)                                                                        | 1914: Les étincelles de la guerre (2/2)                                                                                          | 11. Jan. 2014                  |
| Sicherheitsfragen im Asien-Pazifik-Raum                                                                       | Quels enjeux de sécurité en Asie-Pacifique?                                                                                      | 18. Jan. 2014                  |
| Berlin – Erinnerung und Erneuerung (1/2)                                                                      | Berlin: mémoire et urbanisme (1/2)                                                                                               | 25. Jan. 2014                  |
| Berlin – Unvollendete Hauptstadt? (2/2)                                                                       | Berlin: capitale inachevée? (2/2)                                                                                                | 1. Feb. 2014                   |
| Die politischen Winterspiele von Sotschi                                                                      | Sotchi: des J.O. très politiques                                                                                                 | 8. Feb. 2014                   |
| Hat der Panamakanal eine Zukunft?                                                                             | Le canal de Panama a-t-il un avenir?                                                                                             | 1. März 2014                   |
| Die Weltkarte der Korruption                                                                                  | Cartographie de la corruption | 8. März 2014                   |
| Neues aus der Republik Cote d’Ivoire                                                                          | Des nouvelle de la Côte d’Ivoire                                                                                                 | 15. März 2014                  |
| Der Nationalpark Banc d’Arguin                                                                                | Le banc d’Arguin, en Mauretaine                                                                                                  | 22. März 2014                  |
| Der globale Wettlauf um Anbauflächen (1/2)                                                                    | Compétition pour les terres arables (1/2)                                                                                        | 19. Apr. 2014                  |
| „Land Grabbing“ und die Folgen (2/2)                                                                          | Terres arables: un marché pas comme les autres (2/2)                                                                             | 26. Apr. 2014                  |
| Gerangel um Erdgas im Mittelmeer                                                                              | Méditerranée: les batailles du gaz                                                                                               | 3. Mai 2014                    |
| Neues aus der Republik Kongo                                                                                  | Des nouvelles du Congo Brazzaville                                                                                               | 10. Mai 2014                   |
| Fragen zur EU-Skepsis                                                                                         | L’euroscepticisme en questions                                                                                                   | 17. Mai 2014                   |
| Driftet Belgien auseinander?                                                                                  | Une Belgique, des Belgiques? | 24. Mai 2014                   |
| Die Schweiz – eine Insel in Europa                                                                            | La Suisse, un îlot en Europe | 31. Mai 2014                   |
| Schiefergas (1/2) – Eine alternative Energie?                                                                 | Gaz de schiste (1/2): énergie alternative?                                                                                       | 7. Juni 2014                   |
| Schiefergas – Eine energiegeografische Wende? (2/2)                                                           | Gaz de schiste: une nouvelle géographie de l’énergie? (2/2)                                                                      | 14. Juni 2014                  |
| Japan, vergängliche Welt                                                                                      | Japon, monde flottant | 21. Juni 2014                  |
| Die Beringstraße – Brücke oder Grenze?                                                                        | Le détroit de Béring: pont ou frontière?                                                                                         | 30. Aug. 2014                  |
| Städte der Zukunft                                                                                            | Villes du futur | 6. Sep. 2014                   |
| Schottland und das Unvereinigte Königreich                                                                    | L’Écosse et le royaume désuni | 13. Sep. 2014                  |
| Genpflanzen – Eine Bestandsaufnahme (1/2)                                                                     | Les OGM: état des lieux (1/2) | 20. Sep. 2014                  |
| Genpflanzen in der EU (2/2)                                                                                   | Les OGM: déjà dans l’UE (2/2) | 27. Sep. 2014                  |
| Die ASEAN auf dem Weg zur asiatischen Union?                                                                  | L’Asean: une future union asiatique?                                                                                             | 11. Okt. 2014                  |
| Die Falklandinseln – der Streit geht weiter                                                                   | Les Malouines: toujours disputées                                                                                                | 18. Okt. 2014                  |
| Vatikan – Religion und Diplomatie                                                                             | Vatican: religion et diplomatie                                                                                                  | 25. Okt. 2014                  |
| Angola – Das Eldorado Afrikas?                                                                                | Angola, eldorado Africain? | 1. Nov. 2014                   |
| Neues aus Ghana                                                                                               | Des nouvelles du Ghana | 8. Nov. 2014                   |
| Luftverkehr – Stau am Himmel?                                                                                 | Transport aérien: le ciel sera-t-il assez grand?                                                                                 | 22. Nov. 2014                  |
| Lettland – Zwischen Brüssel und Moskau                                                                        | Lettonie, entre Bruxelles et Moscou                                                                                              | 29. Nov. 2014                  |
| Die weltweite Verbreitung von Folter                                                                          | Qui torture dans le monde? | 6. Dez. 2014                   |
| Die Arktis rückt ins Zentrum                                                                                  | Arctique, la fin du sanctuaire                                                                                                   | 13. Dez. 2014                  |
| Eine neue „Seidenstrasse“?                                                                                    | Vers uns nouvelle “Route de la Soie”?                                                                                            | 10. Jan. 2015                  |
| Xinjiang – Der Ferne Westen Chinas                                                                            | Xinjiang: le grand ouest chinois                                                                                                 | 17. Jan. 2015                  |
| Der Islam im Konflikt (1/2)                                                                                   | L’Islam en conflit (1/2) | 24. Jan. 2015                  |
| Der Islam im Konflikt (2/2)                                                                                   | L’Islam en conflit (2/2) | 31. Jan. 2015                  |
| Schwellenland Indonesien                                                                                      | Indonésie, nouvel émergent | 7. Feb. 2015                   |
| Venezuela – Chavismus ohne Chavez                                                                             | Venezuela: le chavisme sans Chavez                                                                                               | 14. Feb. 2015                  |
| Uruguay nach „Pepe“ Mujica                                                                                    | L’Uruguay après „Pepe“ Mujica | 7. März 2015                   |
| Teure seltene Erden                                                                                           | Chères terres rares | 14. März 2015                  |
| Mobiltelefonie (1/2): Instrument der Entwicklung                                                              | Téléphone mobile (1/2): outil de développement?                                                                                  | 21. März 2015                  |
| Mobiltelefonie (2/2): Die dunklen Seiten                                                                      | Téléphone mobile (2/2): les faces sombres                                                                                        | 28. März 2015                  |
| Neues aus Mali – Ein Land ohne Zugang zum Meer                                                                | Des Nouvelles du Mali – Un territoire enclavé                                                                                    | 11. Apr. 2015                  |
| USA und China – ein Vergleich                                                                                 | États-Unis / Chine: puissances comparées                                                                                         | 2. Mai 2015                    |
| China erstickt im Smog                                                                                        | Les Chinois étouffent | 9. Mai 2015                    |
| Katar, Regionalmacht mit globalen Ambitionen                                                                  | Le Qatar, puissance régionale ou mondiale                                                                                        | 16. Mai 2015                   |
| Eine politische Karte der Donauländer                                                                         | Le Danube: cartographie politique                                                                                                | 30. Mai 2015                   |
| Eine politische Karte der Mekong-Länder                                                                       | Le Mékong: cartographie politique                                                                                                | 6. Juni 2015                   |
| Gefahr(en) für die EU?                                                                                        | L’Europe en danger(s)? | 5. Sep. 2015                   |
| Costa Rica, eine grüne Demokratie                                                                             | Costa Rica, démocratie verte | 12. Sep. 2015                  |
| EU: Grenzen, die verbinden (25 Jahre Interreg)                                                                | UE: des frontières qui rapprochent (25 ans d’Interreg)                                                                           | 19. Sep. 2015                  |
| Wird der Kakao knapp?                                                                                         | Le cacao, en voie de disparition?                                                                                                | 26. Sep. 2015                  |
| Weißrussland, eine dauerhafte Diktatur                                                                        | La Biélorussie, dictature durable                                                                                                | 3. Okt. 2015                   |
| Die türkische Außenpolitik in der Sackgasse                                                                   | La politique étrangère turque dans l’impasse                                                                                     | 10. Okt. 2015                  |
| Istanbul (1/2): Drehscheibe zwischen den Welten                                                               | Istanbul (1/2): carrefours multiples                                                                                             | 17. Okt. 2015                  |
| Istanbul (2/2): Erdogans Pläne für Istanbul                                                                   | Istanbul (2/2): Istanbul selon Erdogan                                                                                           | 24. Okt. 2015                  |
| Die Präsidentschaftswahl in Birma                                                                             | Les élections présidentielles en Birmanie                                                                                        | 31. Okt. 2015                  |
| Die Millenniums-Entwicklungsziele                                                                             | Les objectifs du millénaire pour le développement                                                                                | 7. Nov. 2015                   |
| Die 21. UN-Klimakonferenz in Paris (1/2)                                                                      | Les scenarii de la Cop 21 (1/2)                                                                                                  | 21. Nov. 2015                  |
| Die 21. UN-Klimakonferenz in Paris (2/2)                                                                      | Les scenarii de la Cop 21 (2/2)                                                                                                  | 28. Nov. 2015                  |
| 2037 – Eine CO2-Neutrale Welt?                                                                                | 2037, un monde décarboné? | 5. Dez. 2015                   |
| Mexiko-Stadt: Grenzen des Wachstums                                                                           | Mexico: les limites du gigantisme                                                                                                | 12. Dez. 2015                  |
| Die Verbreitung des Tabaks                                                                                    | Les cartes du tabac | 9. Jan. 2016                   |
| Ägypten unter Al-Sisi                                                                                         | L’Égypte d’Al-Sissi | 16. Jan. 2016                  |
| Algerien in der Sackgasse                                                                                     | L’Algérie dans l’impasse | 23. Jan. 2016                  |
| Die Seeschifffahrt als Triebkraft der Globalisierung                                                          | Le transport maritime, cœur de la mondialisation                                                                                 | 30. Jan. 2016                  |
| Die Mongolei im Schatten Chinas?                                                                              | La Mongolie à l’ombre de la Chine?                                                                                               | 6. Feb. 2016                   |
| Das unzureichend geschützte Welterbe                                                                          | Le patrimoine mondial est bien mal protégé                                                                                       | 27. Feb. 2016                  |
| Die Rechte der Frauen                                                                                         | Les droits des femmes | 5. März 2016                   |
| Eritrea – Am Ursprung der Migrationsströme                                                                    | Érythrée: aux origines des flux migratoires                                                                                      | 12. März 2016                  |
| Neues aus Pakistan                                                                                            | Des nouvelles du Pakistan | 19. März 2016                  |
| Thailand: wirtschaftlicher Aufschwung, politischer Stillstand                                                 | Thaïlande: succès économique, impasse politique                                                                                  | 2. Apr. 2016                   |
| Neues aus der Antarktis                                                                                       | Des nouvelles de l’Antartique | 9. Apr. 2016                   |
| Der kalifornische Traum?                                                                                      | Le rêve californien? | 30. Apr. 2016                  |
| Die solare Revolution?                                                                                        | La révolution solaire? | 7. Mai 2016                    |
| Homosexualität: Welches Recht auf Anderssein?                                                                 | Homosexualité: quels droits à la différence?                                                                                     | 14. Mai 2016                   |
| Mauritius: Abseits der Postkartenidylle                                                                       | Île Maurice: au-delà de la carte postale                                                                                         | 21. Mai 2016                   |
| Paris unter Wasser – Gefahr bekannt, Gefahr verkannt (1/2)                                                    | Crues de la Seine: risque régulier, risque oublié (1/2)                                                                          | 4. Juni 2016                   |
| Paris unter Wasser – Gefahr bekannt, Gefahr verkannt (2/2)                                                    | Crues de la Seine: risque régulier, risque oublié (2/2)                                                                          | 11. Juni 2016                  |
| Jemen, das Tor der Tränen                                                                                     | Yémen, la porte des larmes | 18. Juni 2016                  |
| Neue Wege für den Tourismus                                                                                   | Les nouvelles frontières du tourisme                                                                                             | 3. Sep. 2016                   |
| Kartographische Revolution?                                                                                   | Révolution cartographique? | 10. Sep. 2016                  |
| Welthandel im Wandel                                                                                          | La mutation du commerce international                                                                                            | 17. Sep. 2016                  |
| TTIP – Die größte Freihandelszone der Welt                                                                    | TTIP: La plus grande zone de libre-échange du monde                                                                              | 24. Sep. 2016                  |
| Iran – Eine kommende Großmacht?                                                                               | L’Iran, un géant à venir? | 1. Okt. 2016                   |
| Friedensmissionen in Afrika                                                                                   | L’Afrique dans le maintien de la paix                                                                                            | 8. Okt. 2016                   |
| Grenzen, die wieder geschlossen werden?                                                                       | Des frontières qui se re-ferment?                                                                                                | 15. Okt. 2016                  |
| Bergregionen – Ewige Peripherie?                                                                              | Les montagnes: éternelle périphérie?                                                                                             | 5. Nov. 2016                   |
| Finnland – Am Ende von Europa                                                                                 | Finlande, au bout de l’Europe | 12. Nov. 2016                  |
| Haiti – Vom Naturparadies zur humanitären Katastrophe                                                         | Haïti: de la “perle des Antilles” à la catastrophe humanitaire                                                                   | 19. Nov. 2016                  |
| Meere ohne Fische?                                                                                            | Des océans sans poissons? | 10. Dez. 2016                  |
| Eine Hommage an Jean-Christophe Victor Zankapfel Kurilen                                                      | En hommage à Jean-Christophe Victor Kouriles, les îles de la discorde                                                            | 7. Jan. 2017                   |
| Mosambik – Aufstieg zur Energiemacht?                                                                         | Le Mozambique: Future puissance énergétique?                                                                                     | 14. Jan. 2017                  |
| Der Tschad unter Idriss Déby                                                                                  | Le Tchad d’Idriss Déby | 21. Jan. 2017                  |
| Der Nordkaukasus – Russlands Achillesferse                                                                    | Caucase du nord, le talon d’Achille de la Russie                                                                                 | 28. Jan. 2017                  |
| Kennen Sie Äquatorialguinea?                                                                                  | Connaissez-vous la Guinée Équatoriale?                                                                                           | 4. Feb. 2017                   |
| Die Beziehungen zwischen Russland und China                                                                   | Russie/Chine: une relation atypique                                                                                              | 2. Sep. 2017                   |
| Boko Haram nach dem „Islamischen Staat“                                                                       | Boko Haram après l’Etat islamique                                                                                                | 9. Sep. 2017                   |
| Cannabis – Ein globales Geschäft                                                                              | Cannabis: un marché mondial | 16. Sep. 2017                  |
| Westpapua – Der vergessene Konflikt                                                                           | Papouasie occidentale, un conflit oublié                                                                                         | 23. Sep. 2017                  |
| Belutschistan – Eine Region von wachsender strategischer Bedeutung                                            | Le Baloutchistan: une région de plus en plus stratégique                                                                         | 30. Sep. 2017                  |
| Die Rettung der Ozeane                                                                                        | Sauver les océans | 7. Okt. 2017                   |
| Ukraine – Zwischen Ost und West                                                                               | Ukraine, un carrefour d’influences                                                                                               | 14. Okt. 2017                  |
| Warum gibt es immer noch Hungersnöte?                                                                         | Pourquoi y a-t-il encore des famines?                                                                                            | 21. Okt. 2017                  |
| Das Ende der Kohle?                                                                                           | Demain, la fin du charbon? | 28. Okt. 2017                  |
| Rüstung – Eine Branche im Aufwind                                                                             | Armement, un business en croissance                                                                                              | 4. Nov. 2017                   |
| Der Sand wird knapp                                                                                           | Sable, en voie de disparition | 11. Nov. 2017                  |
| Rätsel Nordkorea                                                                                              | Peut-on comprendre la Corée du Nord?                                                                                             | 18. Nov. 2017                  |
| Die Rohingya – Myanmarer und Muslime                                                                          | Rohingyas, Birmans et Musulmans                                                                                                  | 25. Nov. 2017                  |
| Das Amazonasbecken – Die grüne Lunge der Erde                                                                 | Amazonie, le poumon de la planète                                                                                                | 2. Dez. 2017                   |
| Wenn der Sport politisch ist                                                                                  | Quand le sport est politique | 9. Dez. 2017                   |
| Migration in Afrika                                                                                           | Migrations intra-africaines | 6. Jan. 2018                   |
| Die Philippinen – Ein Land steckt in der Klemme                                                               | Philippines, un archipel pris en étau                                                                                            | 13. Jan. 2018                  |
| Weinbau auf dem Vormarsch                                                                                     | Le vin: quand toute la planète trinque                                                                                           | 20. Jan. 2018                  |
| Chinas Politik in Tibet                                                                                       | Chine: le Tibet sur un plateau                                                                                                   | 3. Feb. 2018                   |
| Wer verteidigt Europa?                                                                                        | Qui défend l’Europe? | 10. Feb. 2018                  |
| Die weltweite Verbreitung von Stechmücken                                                                     | La géopolitique du moustique | 24. Feb. 2018                  |
| Kurdischer Staat oder kurdische Staaten?                                                                      | Un ou des Kurdistan? | 3. März 2018                   |
| Saudi-Arabien – Modernisierung oder Augenwischerei?                                                           | Arabie saoudite: une ouverture en trompe-l’oeil?                                                                                 | 17. März 2018                  |
| Kasachstan: Bindeglied zwischen Europa und China                                                              | Kazakhstan: un pont entre la Chine et l’Europe                                                                                   | 24. März 2018                  |
| Ruanda – Wirtschaftswunder nach dem Völkermord?                                                               | Rwanda, miracle après le génocide?                                                                                               | 7. Apr. 2018                   |
| Seekabel – Der unsichtbare Krieg                                                                              | Câbles sous-marins: la guerre invisible                                                                                          | 14. Apr. 2018                  |
| Spanien am Rande des Nervenzusammenbruchs                                                                     | Catalogne: l’imbroglio espagnol                                                                                                  | 28. Apr. 2018                  |
| Stadtverkehr: Nicht ohne mein Auto                                                                            | Villes: jamais sans ma voiture?                                                                                                  | 5. Mai 2018                    |
| Transnistrien, ein Land, das es nicht gibt                                                                    | Transnistrie: le pays qui n’existe pas                                                                                           | 19. Mai 2018                   |
| Libyen, die Gründe für das Chaos                                                                              | Libye: les raisons du chaos | 26. Mai 2018                   |
| Hongkong – Rückkehr nach China                                                                                | Hong Kong: retour en Chine | 9. Juni 2018                   |
| Der CFA-Franc, ein koloniales Erbe                                                                            | Franc CFA: un vestige colonial                                                                                                   | 16. Juni 2018                  |
| Chinafrika?                                                                                                   | La Chinafrique? | 1. Sep. 2018                   |
| Westsahara – Ein eingefrorener Konflikt?                                                                      | Sahara: conflit ensablé? | 8. Sep. 2018                   |
| Kosovo, welche Zukunft zehn Jahre nach der Unabhängigkeit?                                                    | Kosovo, 10 ans d’indépendance et quel avenir?                                                                                    | 15. Sep. 2018                  |
| Rotes Meer – Kalter Krieg in warmen Gewässern                                                                 | Mer rouge: guerre froide en eaux chaudes                                                                                         | 22. Sep. 2018                  |
| Neukaledonien, eine französische Inselgruppe im Pazifik                                                       | Nouvelle Calédonie: un caillou français dans le Pacifique                                                                        | 6. Okt. 2018                   |
| Venezuela – Erdöl und Misere                                                                                  | Venezuela: le pétrol et la misère                                                                                                | 13. Okt. 2018                  |
| Irak – Nachkriegszeit                                                                                         | Irak: après les guerres? | 20. Okt. 2018                  |
| Geopolitik im Cyberspace                                                                                      | Le cyber, nouvel espace géopolitique                                                                                             | 27. Okt. 2018                  |
| Thailand – Hinter der Postkartenidylle                                                                        | La Thaïlande: derrière la carte postale?                                                                                         | 3. Nov. 2018                   |
| Demokratische Republik Kongo: Ein Land wird geplündert                                                        | RDC: le grand pillage | 10. Nov. 2018                  |
| Schweden – Alptraum im Ostseeraum                                                                             | Suède: panique en mer Baltique?                                                                                                  | 17. Nov. 2018                  |
| Indien: auf dem Weg zur Weltmacht?                                                                            | Inde: rêve de puissance? | 1. Dez. 2018                   |
| Geopolitik der Heiligen Stätten                                                                               | Géopolitique des lieux saints | 8. Dez. 2018                   |
| Die Welt aus Sicht des Kremls                                                                                 | Quel monde vu du Kremlin? | 12. Jan. 2019                  |
| Wer beherrscht den Weltraum?                                                                                  | L’espace: enjeu de puissance? | 19. Jan. 2019                  |
| Libanon, unter fremdem Einfluss                                                                               | Liban, un pays sous influences                                                                                                   | 2. Feb. 2019                   |
| Mexiko – Mauer, Drogen und Korruption                                                                         | Mexique: mur, drogues et corruptions                                                                                             | 9. Feb. 2019                   |
| Äthiopien – Vom Hunger zum Wirtschaftswachstum?                                                               | Éthiopie: de la famine à la croissance?                                                                                          | 23. Feb. 2019                  |
| Afghanistan – Ein zerklüftetes Land                                                                           | Afghanistan: un pays “accidenté”                                                                                                 | 2. März 2019                   |
| KI als neues Machtinstrument?                                                                                 | L’intelligence artificielle: un instrument de puissance?                                                                         | 16. März 2019                  |
| Oman: Trügerische Ruhe im Sultanat?                                                                           | Oman: un sultanat trop tranquille?                                                                                               | 23. März 2019                  |
| Flughäfen – Konkurrenzkampf der Drehkreuze                                                                    | Aéroports: la guerre des hubs | 6. Apr. 2019                   |
| Pakistan – Geopolitik des doppelten Spiels?                                                                   | Pakistan: géopolitique du double jeu?                                                                                            | 13. Apr. 2019                  |
| Droht eine Welt ohne Vögel?                                                                                   | Demain, un monde sans oiseaux?                                                                                                   | 27. Apr. 2019                  |
| Wo steht Polen in Europa?                                                                                     | Pologne: quelle place en Europe?                                                                                                 | 11. Mai 2019                   |
| Europa – In Vielfalt zerstritten?                                                                             | Europe: après le flux, le reflux?                                                                                                | 18. Mai 2019                   |
| Frischer Wind im Karibischen Meer?                                                                            | Mer des Caraïbes: un vent nouveau se lève?                                                                                       | 1. Juni 2019                   |
| Australien – Westliche oder östliche Macht?                                                                   | Australie: puissance d’Orient ou d’Occident?                                                                                     | 8. Juni 2019                   |
| Weltbevölkerung: Wo sind die jungen Menschen?                                                                 | Démographie: où sont les jeunes?                                                                                                 | 17. Aug. 2019                  |
| Türkei: Alle Macht für Erdogan?                                                                               | Turquie: la puissance selon Erdogan?                                                                                             | 24. Aug. 2019                  |
| Ärmelkanal: Kleines Meer, große Bedeutung                                                                     | Manche: petite mer, grands enjeux                                                                                                | 31. Aug. 2019                  |
| Ernährung: Globalisierung auf unseren Tellern                                                                 | Alimentation: la mondialisation dans nos assiettes?                                                                              | 7. Sep. 2019                   |
| Iran: Im Zentrum der Spannungen                                                                               | Iran: au coeur des tensions | 14. Sep. 2019                  |
| Chinas Machtinteressen im Westpazifik                                                                         | Mer de Chine: bataille navale?                                                                                                   | 21. Sep. 2019                  |
| Algerien – Enttäuschte Hoffnung?                                                                              | Algérie: le grand gâchis? | 28. Sep. 2019                  |
| Konflikte um die Ressource Wasser                                                                             | Eau: une ressource sous tension                                                                                                  | 12. Okt. 2019                  |
| Donald Trump – Globaler Unruhestifter                                                                         | Donald Trump: perturbateur mondial                                                                                               | 19. Okt. 2019                  |
| Mali – Die Probleme der Sahelzone                                                                             | Le Mali: les maux du Sahel | 2. Nov. 2019                   |
| Handel – die Eroberung der Meere                                                                              | Commerce: à la conquête des océans                                                                                               | 9. Nov. 2019                   |
| Japan – Rückkehr ins Zentrum?                                                                                 | Japon: retour au centre? | 16. Nov. 2019                  |
| Das Auto – Eine globalisierte Industrie                                                                       | Voiture: une industrie mondialisée                                                                                               | 23. Nov. 2019                  |
| Die Welt der Sprachen                                                                                         | La planète des langues | 30. Nov. 2019                  |
| Brasilien – Ewiges Schwellenland                                                                              | Brésil: une puissance inaboutie                                                                                                  | 18. Jan. 2020                  |
| Singapur – Modellstaat oder bedrohte Insel?                                                                   | Singapour, île modèle ou île fragile?                                                                                            | 1. Feb. 2020                   |
| Eisenbahn – Verkehrsmittel der Zukunft                                                                        | Le train: transport d’avenir | 8. Feb. 2020                   |
| Jordanien – Ein diskretes Land im Nahen Osten                                                                 | Jordanie: la discrète du Proche-Orient                                                                                           | 22. Feb. 2020                  |
| Taiwan im Visier der Regierung in Peking                                                                      | Taïwan dans le viseur de Pékin                                                                                                   | 29. Feb. 2020                  |
| Kann Großbritannien auf den Commonwealth setzen?                                                              | La Grande-Bretagne peut-elle miser sur le Commonwealth?                                                                          | 7. März 2020                   |
| Kaliningrad, eine russische Enklave in der EU                                                                 | Kaliningrad: une enclave russe en Europe                                                                                         | 21. März 2020                  |
| Kaschmir, ein Konflikt ohne Ende                                                                              | Cachemire: un conflit sans fin                                                                                                   | 28. März 2020                  |
| Tunesien, ein Sonderweg in Nordafrika                                                                         | Tunisie: une voie singulière au Maghreb                                                                                          | 4. Apr. 2020                   |
| Die Beschleunigung der Welt – Von der Sonnenzeit zur Nanosekunde                                              | Quand le monde accélère: du temps solaire aux nanosecondes                                                                       | 11. Apr. 2020                  |
| Die Geschichte der Epidemien                                                                                  | Epidémies, une longue histoire                                                                                                   | 30. Mai 2020                   |
| Ist die NATO „hirntot“?                                                                                       | L’Otan en état de mort cérébrale?                                                                                                | 6. Juni 2020                   |
| Waldwelten | Un monde de forêts | 13. Juni 2020                  |
| Erstickt die Erde im Plastik?                                                                                 | La planète malade du plastique                                                                                                   | 22. Aug. 2020                  |
| Islam, Islamismus: Welche geografische Verbreitung                                                            | Islam(s), islamisme(s): quelle géographie?                                                                                       | 29. Aug. 2020                  |
| Die zunehmende Ausbeutung des Kaspischen Meeres                                                               | Caspienne: une mer surexploitée                                                                                                  | 5. Sep. 2020                   |
| China, Russland und die „Soz“                                                                                 | La Chine, la Russie et la mystérieuse “ocs”                                                                                      | 12. Sep. 2020                  |
| Migration – Eine lange Geschichte                                                                             | Flux migratoires, une longue histoire                                                                                            | 19. Sep. 2020                  |
| Putin, Erdogan: Die Wacht am Schwarzen Meer                                                                   | Poutine-Erdogan, les vigies de la mer Noire                                                                                      | 26. Sep. 2020                  |
| Die neue Seidenstraße – Xi Jinpings Monopoly                                                                  | Routes de la soie, le Monopoly de Xi Jinping                                                                                     | 3. Okt. 2020                   |
| Grönland: Begehrlichkeiten im ewigen Eis                                                                      | Groenland: banquises et convoitises                                                                                              | 10. Okt. 2020                  |
| China, ein Land, viele Gesichter                                                                              | La Chine, un pays, plusieurs visages                                                                                             | 17. Okt. 2020                  |
| Kaffee: Eine lange Reise                                                                                      | Le café: un si long voyage | 24. Okt. 2020                  |
| Italien: Ein europäisches Labor                                                                               | Italie: un laboratoire européen                                                                                                  | 31. Okt. 2020                  |
| Elektrifizierung in Afrika: Energie gefragt                                                                   | Électrification de l’Afrique: quelle(s) énergie(s)?                                                                              | 7. Nov. 2020                   |
| Portugal: Kleines Land, große Geschichte                                                                      | Portugal: petit pays devenu grand?                                                                                               | 14. Nov. 2020                  |
| 5G-Technologie: Ein neuer kalter Krieg?                                                                       | 5G: une guerre froide sino-américaine                                                                                            | 21. Nov. 2020                  |
| Namibia und die koloniale Vergangenheit                                                                       | Namibie: un double passé colonial                                                                                                | 28. Nov. 2020                  |
| Der Klimawandel hat längst begonnen                                                                           | Climat: le dérèglement c’est maintenant!                                                                                         | 5. Dez. 2020                   |
| Syrien: Zehn Jahre Krieg                                                                                      | Syrie: dix ans de guerre | 12. Dez. 2020                  |
| Kanada: Das andere Amerika?                                                                                   | Canada: l’autre Amérique ? | 7. Jan. 2021                   |
| Vereinigte Arabische Emirate – Ein eigener Weg im Nahen Osten                                                 | Les Émirats: une voie singulière au Moyen-Orient                                                                                 | 16. Jan. 2021                  |
| Von Trump zu Biden – Führungsmacht USA?                                                                       | De Trump à Biden: quel leadership américain?                                                                                     | 31. Jan. 2021                  |
| Jemen: Unerreichbare Einheit?                                                                                 | Yémen: l’impossible unité? | 6. Feb. 2021                   |
| Indien: Zeitenwende unter Modi                                                                                | Inde: le tournant Modi | 13. Feb. 2021                  |
| Deutschland: Endstation Merkel?                                                                               | Allemagne: une puissance nommée Merkel?                                                                                          | 27. Feb. 2021                  |
| Frauenwelten                                                                                                  | Un monde de femmes | 6. März 2021                   |
| Globale Kleidung                                                                                              | Quand la planète s’habille | 20. März 2021                  |
| Vietnam: Ein neues Zeitalter nach dem Krieg?                                                                  | Vietnam: une nouvelle ère après les guerres?                                                                                     | 27. März 2021                  |
| Welche Zukunft für das Königreich Marokko?                                                                    | Le Maroc des rois: quel avenir?                                                                                                  | 3. Apr. 2021                   |
| Die Alpen – Ein europäisches Gebirge                                                                          | Les Alpes: une histoire européenne                                                                                               | 17. Apr. 2021                  |
| Mosambik – Eldorado oder Ressourcenfluch?                                                                     | Mozambique: l’Eldorado maudit | 8. Mai 2021                    |
| Antarktis – Die Begehrlichkeiten nehmen zu                                                                    | Antarctique: banquises et convoitises                                                                                            | 15. Mai 2021                   |
| Australien und Ozeanien – Wer hat das Sagen im Pazifik?                                                       | Pacifique: jeux d’influence en Océanie                                                                                           | 29. Mai 2021                   |
| Tourismus – Welche Zukunft nach der Pandemie?                                                                 | Tourisme: où voyagerons-nous dans le monde d’après?                                                                              | 5. Juni 2021                   |
| Die Welt der Vulkane                                                                                          | Un monde de volcans | 21. Aug. 2021                  |
| Kolumbien – Land der Rebellen                                                                                 | Colombie: un pays révolté | 28. Aug. 2021                  |
| Der Nil, eine geopolitische Kreuzfahrt                                                                        | Le Nil: une croisière géopolitique                                                                                               | 4. Sep. 2021                   |
| 11. September: 20 Jahre Krieg(e) gegen den Terrorismus                                                        | 11/09/2001: 20 ans de guerre(s) contre le terrorisme                                                                             | 11. Sep. 2021                  |
| Kaukasus – Zwischen den Welten                                                                                | Caucase: un carrefour d’influences                                                                                               | 18. Sep. 2021                  |
| Geopolitik der Sozialen Netzwerke                                                                             | Géopolitique des réseaux sociaux                                                                                                 | 2. Okt. 2021                   |
| Russland – Ein Land voller Kontraste                                                                          | Russie: les limites de la puissance                                                                                              | 9. Okt. 2021                   |
| Die Welt der Bienen                                                                                           | Un monde d’abeilles | 16. Okt. 2021                  |
| Krieg im 21. Jahrhundert: Roboter oder Menschen?                                                              | La guerre au XXIe siècle: des robots et des hommes                                                                               | 30. Okt. 2021                  |
| Die kartographische Darstellung der Welt                                                                      | Cartographie: comment représenter le monde                                                                                       | 6. Nov. 2021                   |
| Osteuropa: Wie viel(e) Europa(s)?                                                                             | À l’Est, combien d’Europe(s)? | 13. Nov. 2021                  |
| Kakao: Wer profitiert von der Schokolade?                                                                     | Cacao: à qui profite le chocolat?                                                                                                | 20. Nov. 2021                  |
| Myanmar zwischen Diktatur und Wunsch nach Demokratie                                                          | Birmanie, entre junte et rêve démocratique                                                                                       | 27. Nov. 2021                  |
| Senegal und Frankreich: Privilegierte Partner?                                                                | Le Sénégal et la France: un allié jusqu’à quand?                                                                                 | 4. Dez. 2021                   |
| Irak – Welche Unabhängigkeit?                                                                                 | Irak: quelle souveraineté? | 11. Dez. 2021                  |
| Rhein und Donau: Zwei Flüsse, zwei Europas?                                                                   | Rhin et Danube: deux fleuves, deux Europe(s)?                                                                                    | 8. Jan. 2022                   |
| USA und China: Ein neuer kalter Krieg?                                                                        | États-Unis/Chine: l’autre guerre froide?                                                                                         | 29. Jan. 2022                  |
| Fußball – Spielfeld der Macht?                                                                                | Le foot, un enjeu de puissance                                                                                                   | 5. Feb. 2022                   |
| Argentinien: Land der verpassten Chancen                                                                      | Argentine: le pays des occasions manquées                                                                                        | 12. Feb. 2022                  |
| Soft Power und der Krieg der Hochschulen                                                                      | Soft power: la guerre des universités                                                                                            | 19. Feb. 2022                  |
| Spezial Ukraine                                                                                               | Speciale Ukraine | 5. März 2022                   |
| Weizen – Instrument der Macht                                                                                 | Le blé: un enjeu de “food power”                                                                                                 | 12. März 2022                  |
| Frankreich, zwischen Macht und Abstiegsangst                                                                  | La France, entre puissance et peur du déclin                                                                                     | 19. März 2022                  |
| Libyen – Spielball fremder Mächte                                                                             | Libye: le monde entier s'en mêle                                                                                                 | 26. März 2022                  |
| Indonesien, Inselstaat mit großem Potential                                                                   | Indonésie: l’archipel à haut potentiel                                                                                           | 9. Apr. 2022                   |
| Südafrika, die Spuren der Vergangenheit                                                                       | Afrique du Sud: les démons du passé                                                                                              | 16. Apr. 2022                  |
| Fische: Die globalisierte Fischerei                                                                           | Poissons: une pêche mondialisée                                                                                                  | 7. Mai 2022                    |
| Demokratien weltweit unter Druck                                                                              | Monde: fragiles démocraties? | 14. Mai 2022                   |
| Pazifischer Ozean – Im Zentrum der Interessen                                                                 | L’océan Pacifique: au centre du jeu                                                                                              | 21. Mai 2022                   |
| Ukraine: Die atomare Bedrohung – eine Wende?                                                                  | Ukraine: la menace nucléaire, un tournant ?                                                                                      | 4. Juni 2022                   |
| Erdgas und Erdöl: Regieren Rohstoffe die Welt?                                                                | Gaz-pétrole: le nerf de la guerre?                                                                                               | 11. Juni 2022                  |
| Zentralasien, Treffpunkt der Kulturen                                                                         | Asie centrale: à la croisée des mondes                                                                                           | 18. Juni 2022                  |
| Chile: Hoffnung auf Wandel                                                                                    | Chili: l’espoir du changement | 20. Aug. 2022                  |
| Der Balkan zwischen West und Ost                                                                              | Balkans: vents d’Ouest, vents d’Est                                                                                              | 27. Aug. 2022                  |
| China: Das Meer, die Macht und das (Un)Recht                                                                  | Chine: la mer, la puissance et le (non) droit                                                                                    | 3. Sep. 2022                   |
| Israel: Auswegloser Konflikt, neue Bündnisse                                                                  | Israël: conflit sans issue, nouvelles alliances                                                                                  | 10. Sep. 2022                  |
| W. Putin: Die Sehnsucht nach dem Imperium                                                                     | W. Poutine: la nostalgie de l'empire                                                                                             | 24. Sep. 2022                  |
| Großbritannien: Der Brexit beginnt zu wirken                                                                  | Grande-Bretagne: Le Brexit commence à faire effet                                                                                | 1. Okt. 2022                   |
| Atomenergie: Ausgedient oder zukunftsträchtig                                                                 | Nucléaire civil: énergie d'hier ou de demain ?                                                                                   | 8. Okt. 2022                   |
| Spezial China                                                                                                 | Spécial Chine | 15. Okt. 2022                  |
| Island: Land aus Feuer und Eis                                                                                | Islande: au pays du feu et de la glace                                                                                           | 29. Okt. 2022                  |
| LGBTIQ: Ein Überblick über die Diskriminierung                                                                | LGBT+ : tour du monde des discriminations                                                                                        | 5. Nov. 2022                   |
| Umwelt und Klima: Welche Länder sind am „grünsten“?                                                           | Écologie: des pays plus "verts" que d’autres?                                                                                    | 12. Nov. 2022                  |
| Katar: Im Zentrum des Interesses                                                                              | Qatar: au centre du jeu | 19. Nov. 2022                  |
| Ägypten: Das Pharao-Syndrom                                                                                   | Égypte: le syndrome du pharaon                                                                                                   | 3. Dez. 2022                   |
| Die EU angesichts der Krisen                                                                                  | L’UE face aux crises | 7. Jan. 2023                   |
| China und Russland: Freunde für immer?                                                                        | Chine-Russie: amis pour la vie?                                                                                                  | 14. Jan. 2023                  |
| Welcher Staat für die Palästinenser?                                                                          | Les Palestiniens: quel État? | 21. Jan. 2023                  |
| Ungarn: Osten statt Westen?                                                                                   | Hongrie: à l’est plutôt qu’à l’ouest?                                                                                            | 28. Jan. 2023                  |
| Türkei: Erdogans Karten                                                                                       | Turquie: les cartes d’Erdogan | 4. Feb. 2023                   |
| Baltische Staaten: Der Krieg vor den Toren                                                                    | Pays baltes: aux portes de la guerre                                                                                             | 11. Feb. 2023                  |
| 24 Stunden auf der Ostsee, im Schatten des Krieges                                                            | 24h en mer baltique, au large de la guerre                                                                                       | 18. Feb. 2023                  |
| Ukraine: Ein Land im Krieg                                                                                    | Ukraine: un pays dans la guerre                                                                                                  | 25. Feb. 2023                  |
| USA: Bruchlinien gestern und heute                                                                            | États-Unis: fractures d’hier et d'aujourd’hui                                                                                    | 11. März 2023                  |
| Eine Welt voller Müll                                                                                         | Un monde de déchets | 18. März 2023                  |
| Finnland und Russland: Das Ende der Neutralität                                                               | Finlande-Russie: la fin de la neutralité                                                                                         | 1. Apr. 2023                   |
| Niger – Prekäre Stabilität                                                                                    | Niger: une fragile stabilité | 15. Apr. 2023                  |
| Rumänien: Zwischen Ost und West, mit dem Krieg vor den Toren                                                  | Roumanie: entre Est et Ouest, aux portes de la guerre                                                                            | 22. Apr. 2023                  |
| Südkorea: Der Tigerstaat hat seinen Weg gefunden                                                              | Corée du Sud : le "demi-pays" a trouvé sa voie                                                                                   | 13. Mai 2023                   |
| Spanien, eine zurückhaltende Macht                                                                            | Espagne: une puissance retenue                                                                                                   | 20. Mai 2023                   |
| Elfenbeinküste – Afrikanische Möglichkeiten                                                                   | Côte d’ivoire: l’Afrique des possibles                                                                                           | 27. Mai 2023                   |
| Griechenland: Sorgenkind der EU                                                                               | Grèce: la fragile de l’UE | 3. Juni 2023                   |
| Costa Rica: Ein grünes Paradies?                                                                              | Costa Rica: un paradis vert? | 2. Sep. 2023                   |
| Spezial Taiwan                                                                                                | Taïwan: la guerre aura-t-elle lieu?                                                                                              | 9. Sep. 2023                   |
| Atlantischer Ozean                                                                                            | Océan Atlantique: géopolitique d’un océan                                                                                        | 16. Sep. 2023                  |
| Information und Desinformation: Der Krieg im 21. Jahrhundert                                                  | Désinformation: une guerre du XXIe siècle                                                                                        | 23. Sep. 2023                  |
| Indien und China – Duell der Giganten                                                                         | Inde/Chine: le duel des géants                                                                                                   | 7. Okt. 2023                   |
| Nahostkonflikt: Wie viele Kriege noch?                                                                        | Israël-Palestine: combien de guerres?                                                                                            | 14. Okt. 2023                  |
| Afrika: Russische Einflüsse                                                                                   | Afrique: quelle influence russe?                                                                                                 | 21. Okt. 2023                  |
| Das Mittelmeer: Ein bedrohtes Ökosystem                                                                       | La Méditerranée: une mer en danger                                                                                               | 11. Nov. 2023                  |
| UNO – Reformbedürftig?                                                                                        | Onu: un système à revoir? | 18. Nov. 2023                  |
| Dschibuti, geopolitische Drehscheibe                                                                          | Djibouti: un carrefour d'ambitions                                                                                               | 25. Nov. 2023                  |
| Welthandel: Krisen und Fragmentierung                                                                         | Commerce mondial: crises et fragmentations                                                                                       | 2. Dez. 2023                   |
| Zypern, die geteilte Insel                                                                                    | Chypre: l'île de la division | 6. Jan. 2024                   |
| Arktis und Antarktis, die Welt der Polargebiete                                                               | Arctique-Antarctique: le monde des pôles                                                                                         | 13. Jan. 2024                  |
| Nigeria – Riese mit Schwächen                                                                                 | Nigeria: les failles du géant | 20. Jan. 2024                  |
| Neuseeland – Land am Ende der Welt?                                                                           | Nouvelle-Zélande: un pays qui se tient à l'écart?                                                                                | 27. Jan. 2024                  |
| Kalifornien: Ein Modell und seine Grenzen                                                                     | Californie: les limites du modèle                                                                                                | 3. Feb. 2024                   |
| Ukraine-Russland: Die Bedeutung der Krim                                                                      | Ukraine-Russie: l'enjeu de la Crimée                                                                                             | 24. Feb. 2024                  |
| Malaysia: Brennpunkt Straße von Malakka                                                                       | Malaisie: l'enjeu de Malacca | 2. März 2024                   |
| Mongolei: Balance zwischen Russland und China                                                                 | Mongolie: entre Russie et Chine, une voie singulière                                                                             | 9. März 2024                   |
| Indischer Ozean: Neu-Delhi und das Meer ist                                                                   | Océan Indien: New Delhi et la mer                                                                                                | 23. März 2024                  |
| Straße von Gibraltar – Zwischen Europa und Afrika                                                             | Détroit de Gibraltar: entre Europe et Afrique                                                                                    | 6. Apr. 2024                   |
| Pressefreiheit: Gegengift gegen Tyrannei                                                                      | Liberté de la presse: antidote à la tyrannie                                                                                     | 27. Apr. 2024                  |
| Europäische Union: Schwenk nach Osten?                                                                        | Union européenne: un penchant vers l'Est?                                                                                        | 4. Mai 2024                    |
| Persischer Golf – Binnenmeer im Nahen Osten                                                                   | Golfe Persique: la mer du Moyen-Orient                                                                                           | 11. Mai 2024                   |
| Libanon: Die Kriege der anderen                                                                               | Liban: les guerres des autres | 18. Mai 2024                   |
| Belgien: Im Herzen Europas                                                                                    | Belgique: concentré d’Europe | 25. Mai 2024                   |
| Olympische Spiele: Sport und Geopolitik                                                                       | Jeux olympiques: une flamme géopolitique                                                                                         | 1. Juni 2024                   |
| Wind und Sonne: Energierevolution?                                                                            | Eolien-solaire: une révolution?                                                                                                  | 31. Aug. 2024                  |
| Armenien: Kleines Land mit großer Geschichte                                                                  | Arménie: petit pays, grande histoire                                                                                             | 7. Sep. 2024                   |
| Die Macht auf den Meeren: Schlüsselthema im 21. Jahrhundert                                                   | La puissance maritime: un enjeu clef du XXIe siècle                                                                              | 14. Sep. 2024                  |
| Drogen: Neue Handelsrouten                                                                                    | Drogues: des routes qui changent                                                                                                 | 21. Sep. 2024                  |
| Das gespaltene Königreich Großbritannien und Irland                                                           | Royaume-Uni: union et désunion                                                                                                   | 28. Sep. 2024                  |
| Kriege im 21. Jahrhundert                                                                                     | XXIe siècle: combien de guerres?                                                                                                 | 5. Okt. 2024                   |
| Iran und Saudi-Arabien: Ein schwieriges Verhältnis                                                            | Iran-Arabie saoudite: portraits croisés                                                                                          | 12. Okt. 2024                  |
| Elektroautos – Wer stoppt China?                                                                              | Voitures électriques, qui peut arrêter la Chine?                                                                                 | 19. Okt. 2024                  |
| Die US-Außenpolitik unter Trump und Biden                                                                     | De Trump à Biden: quelle diplomatie américaine?                                                                                  | 2. Nov. 2024                   |
| Italienischer Populismus von Berlusconi bis Meloni                                                            | De Berlusconi à Meloni: aux racines du populisme italien                                                                         | 16. Nov. 2024                  |
| Das Milizen-Netzwerk des Iran                                                                                 | Les milices de l’Iran: qui sont les "proxys"?                                                                                    | 22. Nov. 2024                  |
| Lateinamerika: Ein Kontinent im Abseits?                                                                      | Amérique latine: une région sous les radars?                                                                                     | 30. Nov. 2024                  |
| Die Beringstraße und Russlands Ambitionen in der Arktis                                                       | Du détroit de Béring a l'Arctique: les ambitions russes                                                                          | 10. Jan. 2025                  |
| Spannungen im Japanischen Meer                                                                                | Mer du Japon: zone sensible | 18. Jan. 2025                  |
| Der Dnjepr, ein Fluss im Zentrum des Ukraine-Kriegs                                                           | Le Dniepr: un fleuve dans la guerre Russie-Ukraine                                                                               | 24. Jan. 2025                  |
| Sinai-Halbinsel: zwischen Afrika und Asien                                                                    | Sinaï: un désert entre Égypte et Gaza                                                                                            | 31. Jan. 2025                  |
| Der globale Anstieg des Meeresspiegels                                                                        | Quand la mer monte: un enjeu mondial                                                                                             | 7. Feb. 2025                   |
| Der Vatikan und seine Diplomatie                                                                              | Le Vatican: quel rôle diplomatique?                                                                                              | 14. Feb. 2025                  |
| Die Beziehungen zwischen Russland und Nordkorea                                                               | Russie et Corée du Nord: une longue histoire                                                                                     | 8. März 2025                   |
| China: Krieg oder Frieden?                                                                                    | Chine: puissance de guerre ou de paix?                                                                                           | 15. März 2025                  |
| Der Smartphone-Krieg                                                                                          | Smartphones: un enjeu de pouvoir                                                                                                 | 29. März 2025                  |
| Frankreich in Übersee: Eine komplexe Präsenz                                                                  | La France et ses Outre-mer: des territoires complexes                                                                            | 4. Apr. 2025                   |
| Deutschland: Zeitenwende                                                                                      | Allemagne: changement d’époque                                                                                                   | 25. Apr. 2025                  |
| Polen: Neue Führungsmacht in Europa?                                                                          | La Pologne: nouveau leader européen?                                                                                             | 2. Mai 2025                    |
| Russlands Wirtschaft: Robust oder schwach?                                                                    | Économie russe: résiliente ou déclinante?                                                                                        | 9. Mai 2025                    |
| Golf von Guinea: Wachstums- und Krisenregion                                                                  | Le golfe de Guinée: un carrefour stratégique et menacé                                                                           | 16. Mai 2025                   |
| Afrika: Frankreich auf dem Rückzug                                                                            | Afrique: la France en berne | 23. Mai 2025                   |
| Biologische Vielfalt: Bedrohte Tierarten                                                                      | Biodiversité: SOS animaux | 30. Mai 2025                   |